# Albert de Saxe-Cobourg-Gotha
Vous lisez un « article de qualité » labellisé en 2024.
Pour les articles homonymes, voir Albert, Prince Albert et Albert de Saxe (homonymie).
Titre
Prince consort du Royaume-Uni
10 février 1840 – 14 décembre 1861
(21 ans, 10 mois et 4 jours)
Signature
Albert de Saxe-Cobourg-Gotha, né le 26 août 1819 au château de Rosenau près de Cobourg et mort le 14 décembre 1861 au château de Windsor, est prince consort du Royaume-Uni en tant qu'époux de la reine Victoria à partir de leur mariage le 10 février 1840 jusqu'à sa mort en 1861.
Né dans le duché allemand de Saxe-Cobourg-Saalfeld dans une maison souveraine apparentée à plusieurs maisons régnantes européennes, il épouse à l'âge de 20 ans sa cousine germaine, la reine Victoria du Royaume-Uni, avec laquelle il a neuf enfants. S'il doit attendre quinze ans avant d'être officiellement prince consort, ce qui n'apporte pas de pouvoir particulier, il soutient rapidement plusieurs causes telles que la réforme de l'éducation ou l'abolition de l'esclavage et prend la responsabilité de la gestion des propriétés de la reine. Il est également très investi dans l'organisation de l'Exposition universelle de 1851 qui a lieu au Royaume-Uni.
Victoria dépend de plus en plus du soutien et des conseils d'Albert. Il contribue ainsi au développement de la monarchie constitutionnelle britannique en persuadant sa femme d'être moins partisane dans ses relations avec le Parlement, bien qu'il soit activement en désaccord avec la politique étrangère interventionniste menée pendant le mandat de Lord Palmerston en tant que ministre des Affaires étrangères. 
La mort du prince consort en 1861, à l'âge de 42 ans, affecte profondément la  reine qui sombre dans un état de deuil profond et porte du noir pour le reste de sa vie. Trente-neuf ans plus tard, en 1901, la mort de la reine porte sur le trône leur fils aîné qui prend le nom d'Édouard VII, devenant le premier monarque du Royaume-Uni issu de la maison de Saxe-Cobourg et Gotha.

## Jeunesse

### Naissance, famille et baptême

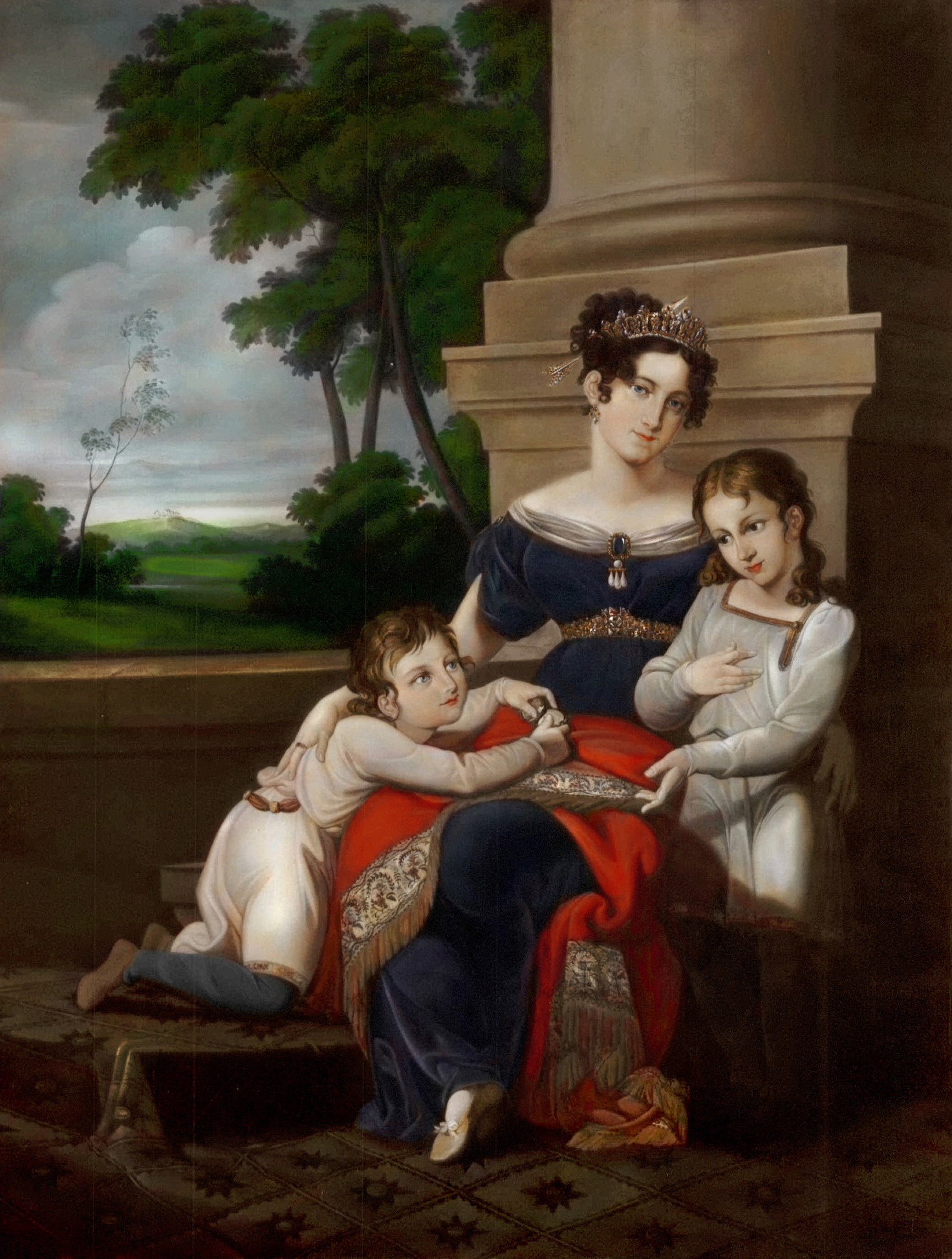
Albert (à gauche) avec son frère aîné Ernest et leur mère Louise de Saxe-Gotha-Altenbourg peu de temps avant son exil de la cour.

Le prince Albert naît le 26 août 1819 au château de Rosenau, près de Cobourg, dans le duché de Saxe-Cobourg-Saalfeld,. Il est le second fils du duc Ernest III de Saxe-Cobourg-Saalfeld et de sa première épouse, la princesse Louise de Saxe-Gotha-Altenbourg,,. La future épouse d'Albert, Alexandrina Victoria, est née quelques mois plus tôt la même année, grâce à l'assistance de la même sage-femme, Charlotte von Siebold. Albert est baptisé au sein de l'Église protestante luthérienne le 19 septembre 1819 au château de Rosenau avec de l'eau prélevée dans la rivière Itz. Ses parrains et marraine sont sa grand-mère paternelle, la duchesse douairière de Saxe-Cobourg-Saalfeld, son grand-père maternel, le duc de Saxe-Gotha-Altenbourg, l'empereur d'Autriche François Ier, le duc Albert de Saxe-Teschen et son oncle le comte Emmanuel de Mensdorff-Pouilly,.

### Enfance et éducation
En 1825, la mort de son grand-oncle Frédéric IV de Saxe-Gotha-Altenbourg entraîne une réorganisation des duchés saxons. L'année suivante le père d'Albert devient premier duc de Saxe-Cobourg et Gotha.
Albert et son frère aîné Ernest sont très proches pendant leur enfance, cependant leur relation est gâchée par le mariage tumultueux de leurs parents qui s'achève par une séparation et un divorce. En 1824, alors qu'il a à peine 5 ans, sa mère est exilée de la cour puis épouse son amant, Alexander von Hanstein. Elle ne reverra plus ses enfants et meurt d'un cancer à l'âge de 30 ans en 1831,. L'année suivante, son père se remarie avec sa propre nièce, la duchesse Marie de Wurtemberg. Elle ne prend néanmoins pas part à l'éducation de ses beaux-fils.
Les deux frères reçoivent une éducation soignée, d'abord à domicile par Johann Christoph Florschütz, puis, en 1836, durant dix mois, à Bruxelles, où le mathématicien Adolphe Quetelet, l'un de leurs tuteurs, est chargé d'enseigner aux jeunes gens les statistiques et l'application de la loi des probabilités aux phénomènes sociaux et politiques. Les princes sont également instruits à l'art militaire, à la littérature anglaise et à la langue française,. Comme beaucoup d'autres princes allemands, Albert intègre en avril 1837 l'université de Bonn où il étudie entre autres les sciences politiques, la philosophie, l'histoire et l'économie. Il fait de la musique et pratique des sports comme l'escrime et l'équitation. Les professeurs d'Albert à Bonn, où il demeure jusqu'à la fin de l'année 1838, sont notamment le philosophe Immanuel Hermann von Fichte et le poète Auguste Schlegel,.

## Rencontre avec Victoria

### Premières évocations d'un mariage

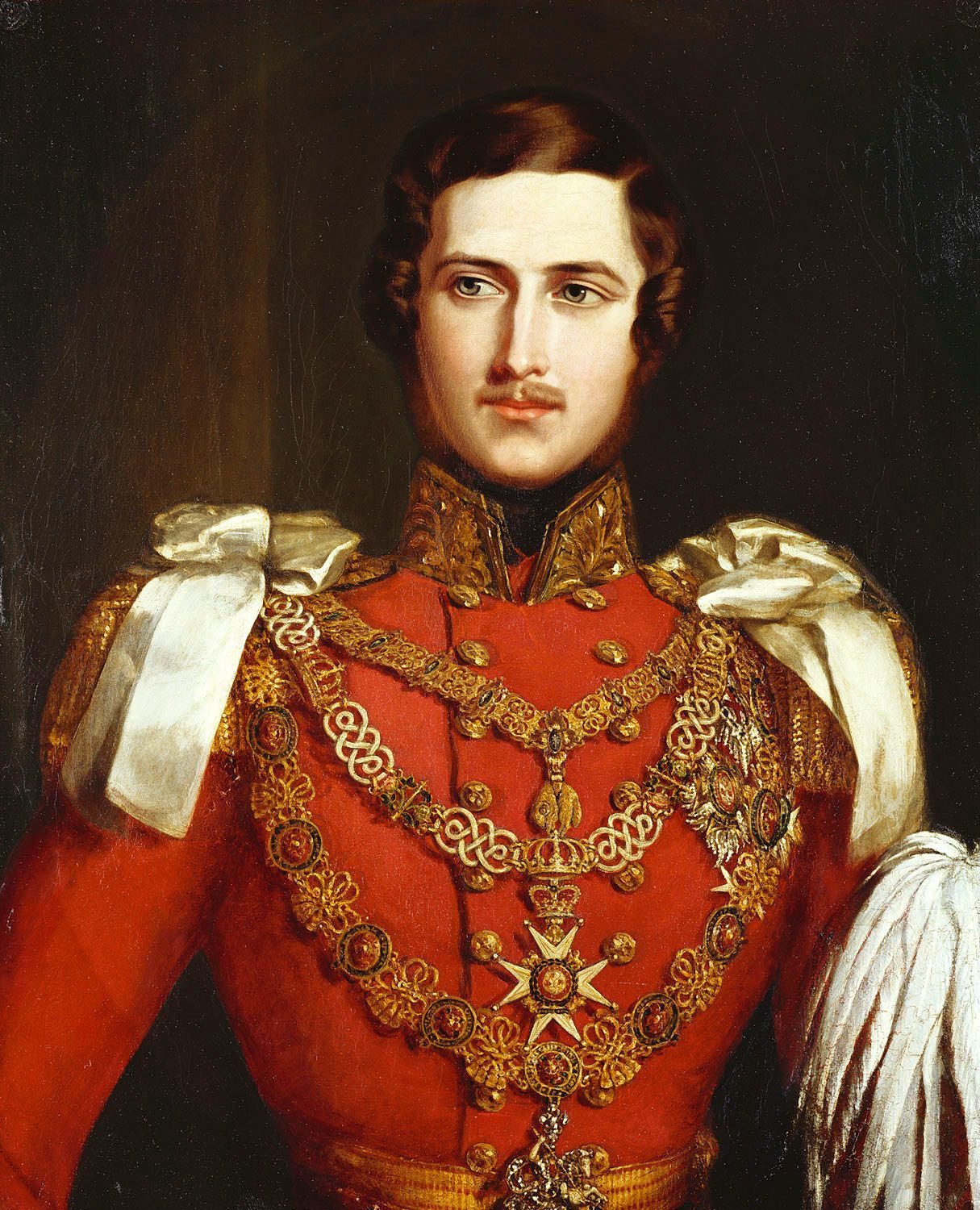
Portrait du prince Albert par John Partridge, 1840.

L'idée d'un mariage entre le prince Albert et sa cousine germaine, la princesse Alexandrina Victoria de Kent, est pour la première fois évoquée dans une lettre de 1821 de sa grand-mère paternelle, la duchesse douairière de Saxe-Cobourg-Saalfeld, dans laquelle elle le qualifie de « prétendant de la belle cousine ». En 1836, l'idée émerge dans l'esprit de leur ambitieux oncle Léopold Ier, roi des Belges depuis 1831,. À ce moment-là, Victoria est l'héritière du trône britannique. Son père, le prince Édouard-Auguste de Kent, le quatrième fils du roi George III, est mort lorsqu'elle était enfant, et son oncle, le roi Guillaume IV n'a pas d'enfants légitimes survivants. Sa mère, la duchesse de Kent, est à la fois la sœur du père d'Albert, le duc de Saxe-Cobourg-Gotha, et du roi Léopold. Pour le roi des Belges, un mariage entre son neveu et sa nièce signifierait la présence d'un Cobourg à Londres et renforcerait les bonnes relations entre la Belgique, royaume récent, et la séculaire monarchie britannique.

### Présentation de Victoria à Albert
En mai 1836, Léopold prend ses dispositions pour que sa sœur, la mère de Victoria, invite le duc de Saxe-Cobourg-Gotha et ses deux fils à lui rendre visite, dans le but de rencontrer Victoria,. Si la duchesse de Kent est favorable au projet de mariage de sa fille avec un membre de sa maison, Guillaume IV est réticent vis-à-vis d'une union avec les Cobourg, une famille qu'il déteste, et préfère le parti d'Alexandre des Pays-Bas, le second fils du prince d'Orange,,,,. Victoria est consciente des divers projets matrimoniaux la concernant, et elle évalue de manière critique les différents candidats. Selon son journal, elle apprécie la compagnie d'Albert dès leur première rencontre. Après sa visite, elle écrit : « [Albert] est extrêmement beau ; ses cheveux sont de même couleur que les miens ; ses yeux sont grands et bleus et il a un beau nez et une bouche très douce avec de belles dents ; mais le charme de sa contenance est son atout le plus délicieux,. » À l'inverse, le prince Alexandre est jugé « très quelconque »,,,.
Victoria écrit alors à son oncle Léopold, qu'elle considère comme son « meilleur et plus gentil conseiller, », pour le remercier « de la perspective de l'immense bonheur que vous avez contribué à me donner en la personne de ce cher Albert… Il possède toutes les qualités qui pourraient être désirées pour me rendre parfaitement heureuse. Il est si raisonnable, si gentil et si bon et si aimable aussi. Il a en plus l'apparence et l'extérieur les plus plaisants et les plus délicieux qu'il vous est possible de voir »,,,,. À 17 ans, Victoria, bien qu'intéressée par Albert, n'est cependant pas prête à se marier. Les deux parties ne s'accordent pas sur un engagement formel mais supposent que l'union se ferait en temps et en heure,.
Dès le début de leur relation, Albert et Victoria se découvrent une passion commune pour le patin à glace, le futur prince aimant jouer au hockey et conduire la future reine en traîneau : « Nous sommes descendus à Frogmore et Albert m'a poussée dans un fauteuil sur la glace, ce qui était délicieux et allait avec une telle rapidité. Ensuite, j'ai marché pendant qu'Albert et les autres faisaient du patin à glace, et je les ai regardés jouer au hockey ». Quelques années plus tard, en février 1841, cette passion a failli coûter la vie à Albert. Lors d'une promenade à patins sur le lac gelé du Buckingham Palace, la glace se fissure et Albert tombe dans l'eau gelée, mais Victoria parvient à le sauver : « Le lac se fissura et Albert était dans l'eau jusqu'à la tête, même pour un instant en dessous. […] Jamais je n'ai ressenti quelque chose d'aussi affreux que de voir mon bien-aimé dans l'eau, pensant, comme je le faisais, que je le perdrais devant mes yeux, incapable de le secourir ! »

## Mariage

### Accession au trône de Victoria

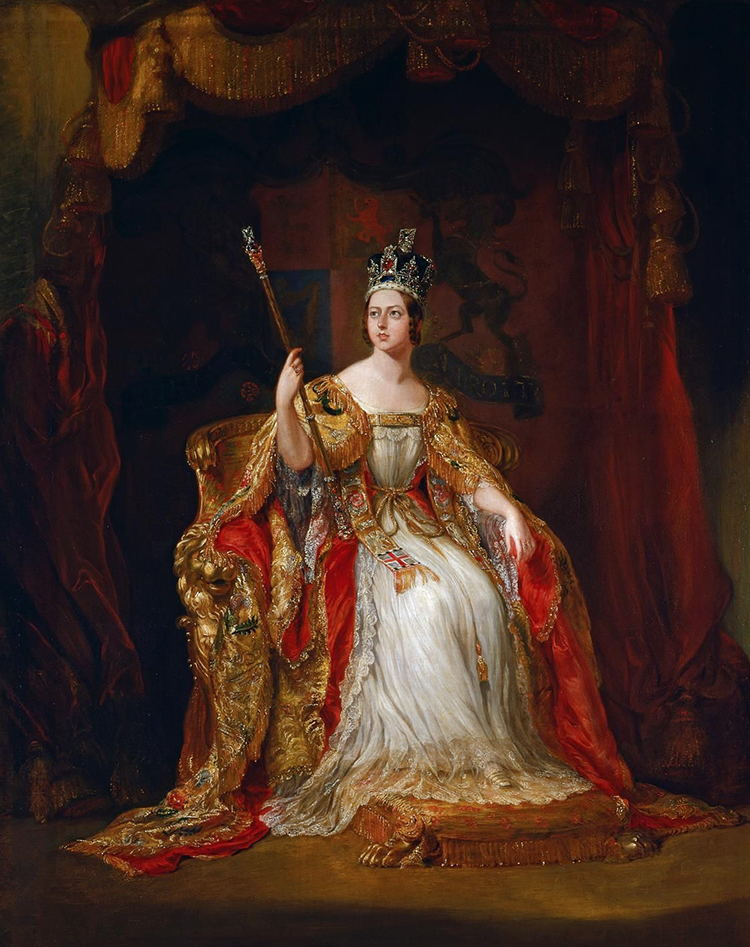
Portrait du couronnement de la reine Victoria par Sir George Hayter, 1838.

Le roi Guillaume IV du Royaume-Uni s'éteint le 20 juin 1837. Victoria lui succède. Elle n'a que 18 ans. Les lettres de cette époque montrent l'intérêt que porte la jeune souveraine à la préparation de son cousin germain à ses futures fonctions, mais prenant goût à sa liberté, elle n'est pas encore prête à l'épouser,. Durant l'hiver 1838-1839, le prince visite l'Italie accompagné du baron Christian Friedrich von Stockmar, conseiller et confident de la famille Cobourg. Au retour de son périple italien, en mai 1839, Albert semble avoir mûri : grâce au baron Stockmar, l'esprit du jeune homme s'est développé,,. Le roi Léopold décide d'envoyer le prince Albert à Londres, toutefois, la reine Victoria émet des réserves au sujet du mariage. Elle se confie à son mentor, Lord Melbourne, qui déclare qu'aucune urgence n'existe en matière matrimoniale. En revanche, Stockmar argumente en faveur du mariage qui résoudrait la difficile cohabitation de la reine avec sa mère, en obligeant cette dernière à déménager,. Le roi Léopold craint qu'en laissant passer trop de temps l'union n'ait pas lieu ; il insiste dans de nombreuses lettres adressées à sa nièce pour la convaincre de revoir le prince Albert. En septembre 1839, Léopold et son épouse la reine Louise se rendent à Londres et réussissent à persuader Victoria de revoir son cousin.

### Mariage avec la reine

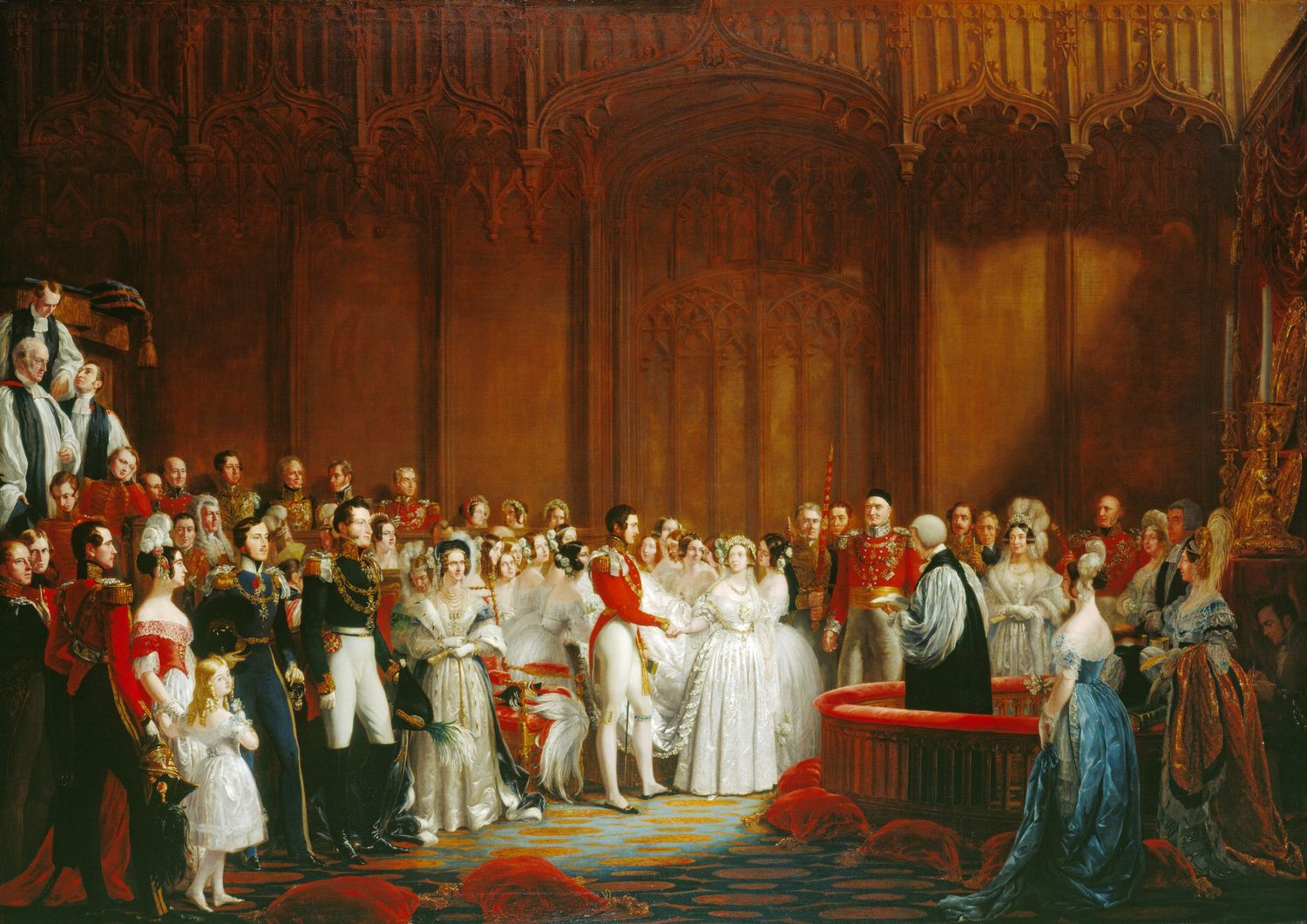
Mariage de Victoria et d'Albert, peinture de George Hayter, 1840.

Albert retourne au Royaume-Uni avec son frère Ernest en octobre 1839 pour rendre visite à la reine, dans l'intention de conclure le mariage,. Albert et Victoria éprouvent une réelle affection l'un pour l'autre et la reine le demande en mariage le 15 octobre 1839,,. La reine tient cependant à conserver son pouvoir et, lors des tractations, elle se montre intransigeante sur plusieurs points. Elle impose à Albert les membres de sa future maison et refuse de lui accorder quelque titre britannique que ce soit. Victoria informe officiellement le Conseil privé de ses projets matrimoniaux le 23 novembre 1839 et les noces ont lieu le 10 février 1840 en la Chapel Royal du Palais Saint James,,,,. Peu avant le mariage, le prince Albert est naturalisé britannique et est titré altesse royale par un décret en Conseil,.

### Popularité, titulature et rente

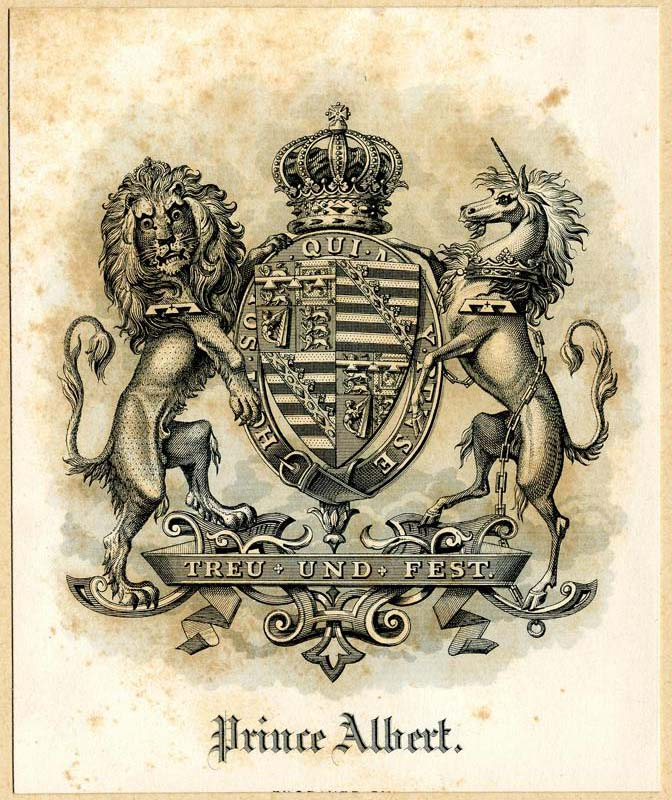
Ex-libris des armoiries du prince Albert.

Dans un premier temps, les Britanniques n'apprécient pas le prince Albert, qui vient d'un petit État allemand, largement inférieur au Royaume-Uni. Le Premier ministre, Lord Melbourne, déconseille à la reine d'accorder à son mari le titre de « roi consort » et le Parlement s'oppose à la création d'une pairie pour Albert, notamment à cause du ressentiment envers les Allemands et du désir d'exclure Albert de tout rôle politique. Les opinions religieuses d'Albert suscitent également une petite controverse lorsque le mariage est évoqué au Parlement : Albert étant de confession luthérienne, la nature non-épiscopale de son église est considérée comme inquiétante. Cependant, le plus préoccupant est que quelques membres de la famille d'Albert, comme son cousin Ferdinand II, roi consort de Portugal, et son épouse la reine Marie, sont catholiques romains, tandis que son oncle le roi Léopold règne en Belgique, pays dont la population est majoritairement catholique. Lord Melbourne dirige un gouvernement minoritaire et ses opposants profitent du mariage pour affaiblir davantage sa position. Ils s'opposent à une pairie britannique pour Albert et lui accordent une rente plus petite que pour les épouses précédentes : 30 000 £ au lieu des 50 000 £ habituelles,,. Albert affirme qu'il n'a pas besoin d'une pairie britannique, écrivant : « Ce serait presque une régression, car en tant que duc de Saxe, je me sens beaucoup plus élevé qu'un duc d'York ou de Kent ». Pendant les dix-sept années suivantes, Albert est donc connu sous le titre de « Son Altesse Royale le prince Albert », jusqu'au 25 juin 1857, date à laquelle il est officiellement titré « prince consort » par Victoria en reconnaissance de son soutien dans ses fonctions royales.

## Prince consort du Royaume-Uni

### Un rôle à inventer

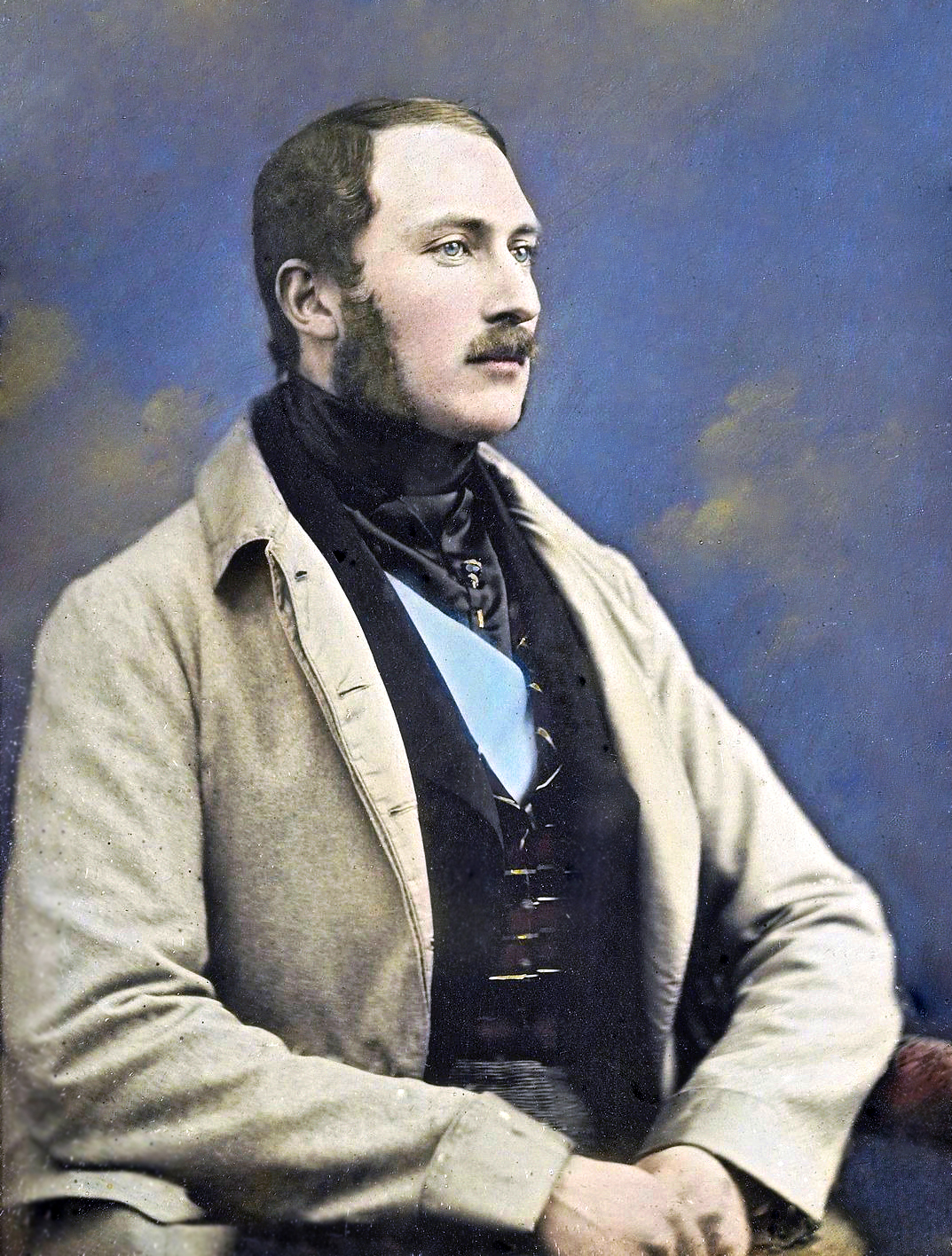
Le prince Albert en 1848, daguerréotype coloré à la main par William Edward Kilburn.

La position dans laquelle Albert est placé par son mariage, bien que distinguée, offre également des difficultés considérables. Selon ses propres mots : « Je suis très heureux et comblé, mais la difficulté pour remplir ma place avec la dignité qui convient est que je ne suis que le mari, pas le maître de la maison. » La maison de la reine est dirigée par son ancienne gouvernante, la baronne Lehzen. Albert la surnomme le « dragon de la maison » et manœuvre pour déloger la baronne de sa position. En 1850, le prince tient un rôle dont l'importance s'est accrue, ainsi qu'il l'écrit au duc de Wellington : « Une reine a de nombreux et grands désavantages par rapport à un roi. Cependant, si elle est mariée, et que son mari comprend et fait son devoir, sa position peut bénéficier de bien des compensations et à la longue devenir plus forte encore que celle d'un roi […] Chef naturel de sa famille, superintendant de la Maison, directeur de ses affaires privées, seul conseiller confidentiel, il est en outre le mari de la reine, le tuteur des enfants royaux, le secrétaire de la souveraine et son ministre permanent ».

### Rôle dans le gouvernement

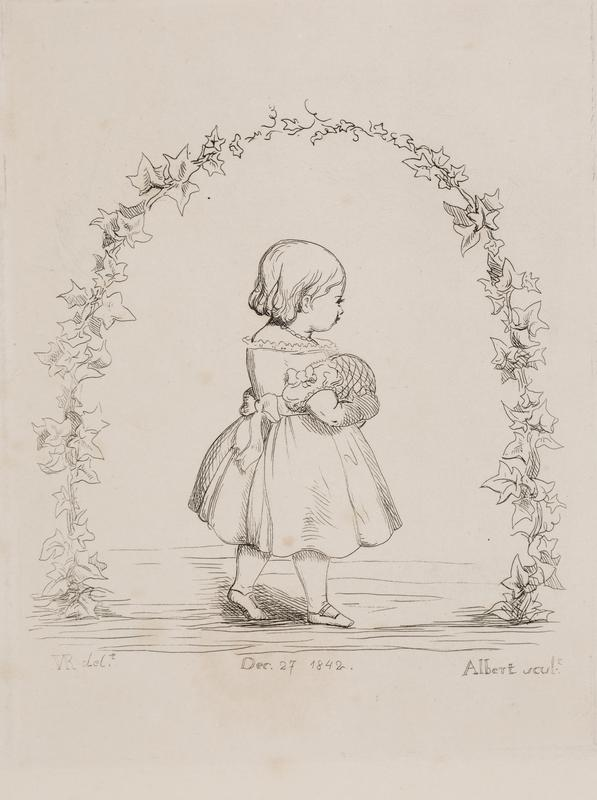
Gravure de la princesse Victoria, par ses parents.

Après les deux premiers mois de leur mariage, Victoria tombe enceinte. Albert commence alors à tenir des rôles publics, devenant notamment le président de la Société pour l'abolition de l'esclavage et aidant son épouse en privé à traiter ses dossiers gouvernementaux.
En juin 1840, lors d'une balade en calèche, Albert et la reine enceinte se font tirer dessus par Edward Oxford, qui est ensuite jugé fou. Aucun des deux n'est blessé et Albert est félicité dans les journaux pour le courage et le sang-froid dont il a fait preuve pendant l'attaque. Il commence alors à gagner le soutien du public et de l'influence politique, laquelle se manifeste en pratique lorsqu'en août 1840, le Parlement adopte le Regency Act (en) qui le désigne régent en cas de décès de Victoria avant la majorité de leur enfant. Leur premier enfant, Victoria, nommée d'après sa mère, naît en novembre de la même année. Huit autres enfants naissent pendant les dix-sept années suivantes. Tous atteignent l'âge adulte, ce qui est remarquable pour l'époque, la biographe Hermione Hobhouse attribuant cette réussite au bon fonctionnement de la nurserie grâce à « l'influence éclairée » d'Albert. Au début de l'année 1841, ce dernier réussit à retirer la nurserie du contrôle omniprésent de Lehzen et, en septembre 1842, celle-ci quitte définitivement la Grande-Bretagne, au grand soulagement d'Albert.
Après les élections générales de 1841, Lord Melbourne est remplacé au poste de Premier ministre par Robert Peel, qui nomme Albert à la présidence de la Commission royale en charge de redécorer le nouveau palais de Westminster. Le palais avait brûlé sept ans plus tôt et avait été reconstruit. En tant que mécène et acheteur de tableaux et de sculptures, il crée la Commission pour promouvoir les beaux-arts en Grande-Bretagne. Le travail de la commission est lent et l'architecte du palais, Charles Barry, prend de nombreuses décisions sans l'aval de cette dernière en décorant les chambres avec des meubles ornés traités comme s'ils faisaient partie de l'architecture,,. Albert rencontre davantage de succès en tant que mécène et collectionneur privé. Parmi ses achats notables figurent des peintures allemandes et italiennes anciennes, comme Apollon et Diane de Lucas Cranach l'Ancien ou Le Martyre de Saint-Pierre de Fra Angelico, ou des pièces contemporaines de Franz Xaver Winterhalter et Edwin Landseer,,. Albert est assisté dans ses achats d'œuvres de haute qualité par Ludwig Gruner de Dresde.

### Exposition universelle

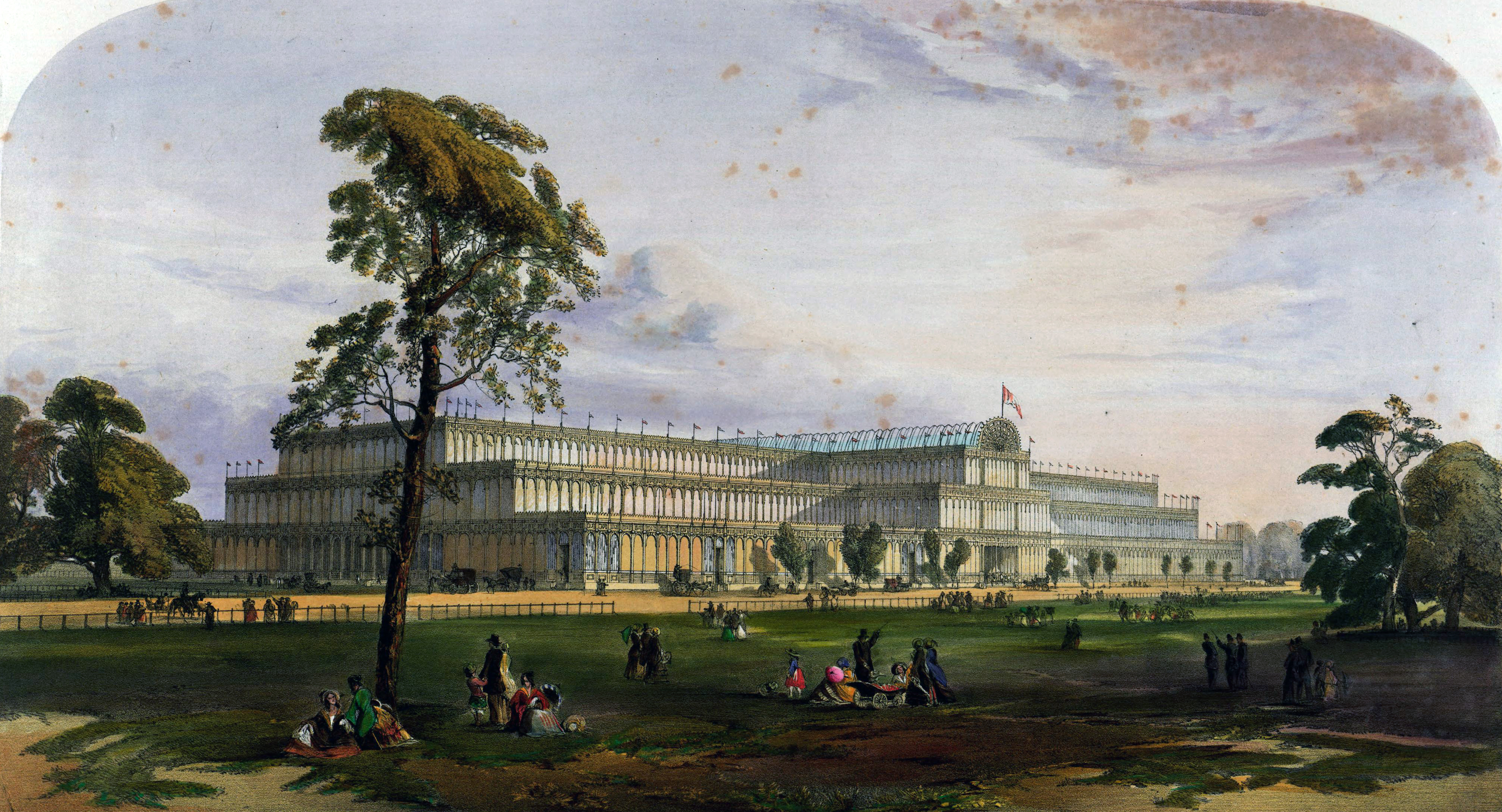
L'Exposition universelle de 1851 se tient au Crystal Palace, construit pour l'occasion à Hyde Park.

Son œuvre maîtresse officielle et point culminant de sa carrière de prince consort est l'organisation et la direction de la première grande Exposition universelle, en 1851. Cette dernière est née des expositions annuelles de la Société royale des arts, dont Albert est président depuis 1843 et dont elle doit l'essentiel de son succès à ses efforts pour la promouvoir,. Albert prend la présidence de la Commission royale pour l'exposition de 1851 et doit se battre à chaque étape du projet. À la Chambre des lords, Lord Brougham fulmine à l'idée de tenir l'exposition à Hyde Park. Les opposants à l'exposition prophétisent que les voyous et les révolutionnaires étrangers vont envahir l'Angleterre et vont corrompre la morale du peuple et détruire sa foi. Albert trouve de tels discours absurdes et persévère tranquillement, toujours confiant que l'industrie britannique bénéficierait d'une exposition aux meilleurs produits de pays étrangers.
La reine inaugure l'exposition le 1er mai 1851 dans un bâtiment en verre spécialement conçu pour l'occasion et connu sous le nom de Crystal Palace. Le succès est total,. Un excédent de 180 000 £ est utilisé pour acheter un terrain à South Kensington sur lequel établir des institutions éducatives et culturelles, notamment le musée d'histoire naturelle, le Science Museum, l'Imperial College et les bâtiments qui seront renommés plus tard le Royal Albert Hall et le Victoria and Albert Museum. La zone est surnommée « Albertopolis » par les sceptiques,,.

## Vie publique et mort

### Vie publique

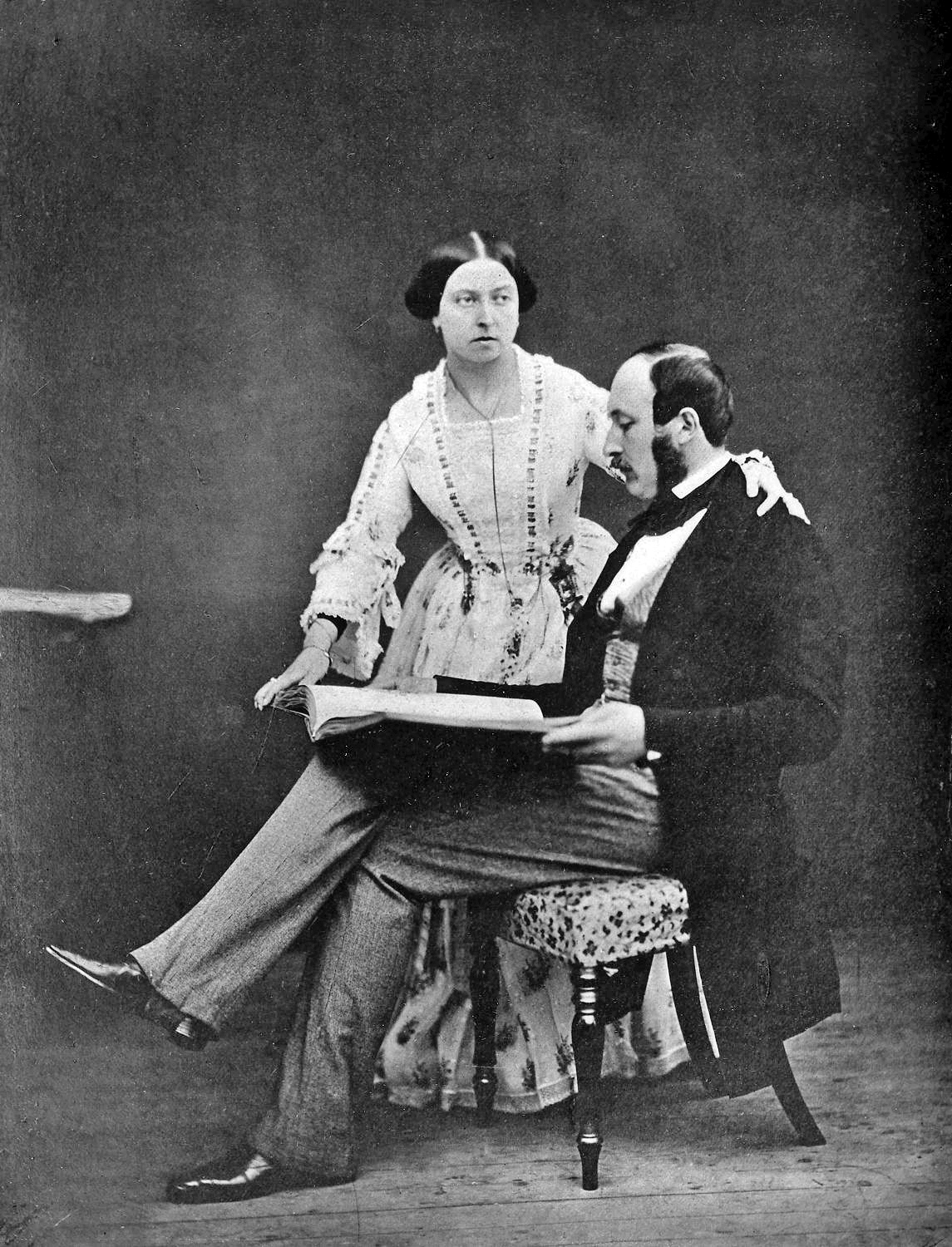
La reine Victoria et le prince Albert en 1854 photographiés par Roger Fenton.

En 1852, John Camden Neild, un avare excentrique, laisse à Victoria un héritage inattendu, qu'Albert utilise pour obtenir la pleine propriété du château de Balmoral. Comme à son habitude, il se lance dans un vaste programme d'améliorations. La même année, il est nommé à plusieurs postes laissés vacants par la mort du duc de Wellington, notamment la gouvernance de la Trinity House et le titre de colonel des Grenadier Guards. Avec la mort de Wellington, Albert a la possibilité de proposer et de faire campagne pour la modernisation de l'armée, attendue depuis longtemps,. Pensant que l'armée n'est pas prête pour la guerre et que le régime chrétien est préférable au régime islamique, Albert conseille une solution diplomatique au conflit entre les empires russe et ottoman. Lord Palmerston, secrétaire d'État à l'Intérieur, est plus belliqueux et favorise une politique qui empêcherait une nouvelle expansion russe. Palmerston est expulsé du cabinet en décembre 1853, mais à peu près au même moment, une flotte russe attaque la marine ottomane ancrée à Sinope. La presse londonienne décrit l'attaque comme un massacre criminel, et la popularité de Palmerston croît aussi bien que celle d'Albert s'écroule. En deux semaines, Palmerston est reconduit dans ses fonctions de ministre. Alors que l'indignation du public face à l'action russe se poursuit, de fausses rumeurs circulent selon lesquelles Albert a été arrêté pour trahison et est retenu prisonnier dans la tour de Londres,.
En mars 1854, l'Empire britannique et la Russie sont impliqués dans la guerre de Crimée. Albert conçoit un plan directeur pour gagner la guerre en assiégeant Sébastopol tout en affamant économiquement la Russie. Cette stratégie devient celle des alliés après que le tsar décide de mener une guerre purement défensive. L'optimisme britannique des débuts s'estompe rapidement lorsque la presse rapporte que les troupes anglaises sont mal équipées et mal gérées par des généraux âgés qui utilisent des tactiques et des stratégies désuètes. Le conflit s'éternise car les Russes sont aussi mal préparés que leurs adversaires. Le Premier ministre, Lord Aberdeen, démissionne et Lord Palmerston lui succède le 6 février 1855,. Un accord met fin à la guerre avec le traité de Paris signé en mars 1856. Pendant la guerre, Albert arrange le mariage de sa fille de quatorze ans, la princesse Victoria avec le prince Frédéric Guillaume de Prusse, mais Albert retarde le mariage jusqu'aux 17 ans de sa fille qu'il a personnellement instruite et de manière très libérale. Au fil des ans, la princesse est devenue une compagne précieuse pour son père, lui servant même de secrétaire particulière,. Il espère que le couple exercera une influence libérale dans l'État prussien en pleine expansion mais très conservateur.

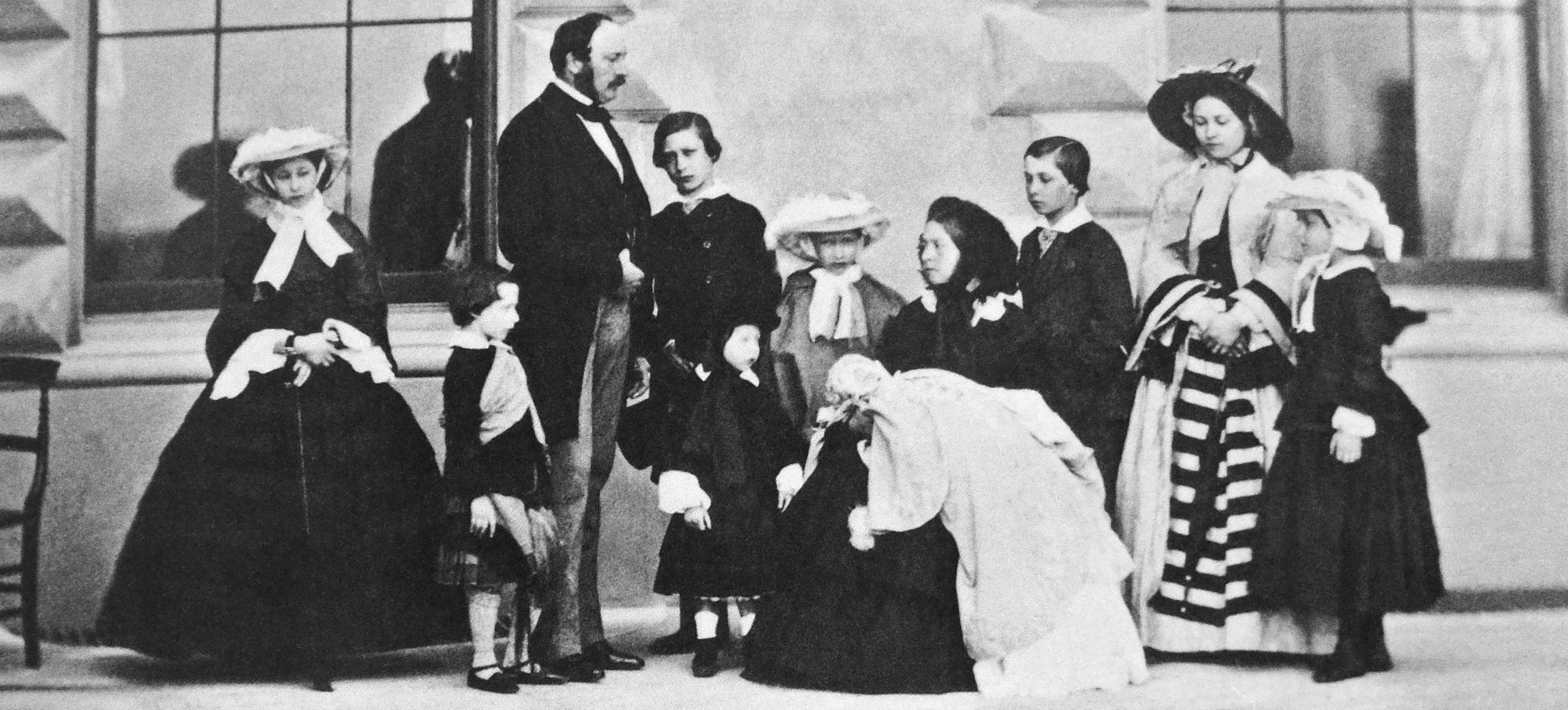
Le couple royal Albert et Victoria et leurs neuf enfants en 1857. De gauche à droite : Alice, Arthur, le prince Albert, Albert Édouard, Léopold, Louise, la reine Victoria, Béatrice, Alfred, Victoria et Helena.

Albert promeut de nombreux établissements d'enseignement public. C'est principalement lors de réunions à leur sujet qu'il évoque la nécessité d'une meilleure éducation. Un recueil de ses discours est publié en 1857. Reconnu comme partisan de l'éducation et du progrès technologique, il est régulièrement invité à prendre la parole lors de réunions scientifiques, prononçant certains discours mémorables comme celui à Aberdeen en 1859, en tant que président de la British Association for the Advancement of Science,,. Son amour pour la science rencontre une forte opposition cléricale. Lord Palmerston et lui recommandent sans succès l'anoblissement de Charles Darwin après sa publication L'Origine des espèces, à laquelle l'évêque d'Oxford s'oppose.
Albert continue à se consacrer à l'éducation de sa famille et à la gestion de la maison royale,. La gouvernante de ses enfants, Lady Lyttelton, le trouve particulièrement gentil et patient et le décrit comme enthousiaste à l'idée de se joindre aux jeux familiaux,. Il est très peiné par le départ de sa fille aînée pour la Prusse, lorsqu'elle épouse son fiancé au début de l'année 1858, et il est très déçu par son fils aîné, le prince de Galles, lorsque ce dernier ne réagit pas bien au programme éducatif intense qu'Albert a conçu pour lui,. À l'âge de 7 ans, le prince de Galles doit suivre six heures d'enseignement, dont une heure d'allemand et une heure de français, chaque jour. Lorsque le prince ne réussit pas dans ses cours, Albert le frappe. Les châtiments corporels sont courants à l'époque et ne sont pas mal considérés. Le biographe d'Albert, Roger Fulford, écrit que les relations entre les membres de la famille sont « amicales, affectueuses et normales […] il n'y a aucune preuve dans les Archives royales ni dans les autorités imprimées permettant de justifier la croyance que les relations entre le prince et son fils aîné étaient autres que profondément affectueuses ». Philip Magnus écrit dans sa biographie du fils aîné d'Albert que son père « essaye de traiter ses enfants sur un pied d'égalité ; et ils étaient capables de pénétrer sa raideur et sa réserve parce qu'ils réalisaient instinctivement non seulement qu'il les aimait mais qu'il appréciait et avait besoin de leur compagnie ».
Albert est un musicien et compositeur amateur talentueux. Pour son mariage, il compose un duo, Die Liebe hat uns nun vereint (L'amour nous a désormais unis). Felix Mendelssohn décrit Albert jouant de l'orgue du palais de Buckingham « avec tant de charme, de clarté et de justesse que cela aurait fait honneur à n'importe quel professionnel ». Après les cours de George Elvey, l'organiste de la chapelle Saint-Georges de Windsor, Albert compose plusieurs pièces chorales pour le culte anglican, notamment des arrangements de Te Deum et du Jubilate, ainsi qu'un hymne, Out of the Deep. Ses compositions profanes comprennent une cantate, L'Invocazione all'armonia, et Melody for the Violin, que Yehudi Menuhin, décrira plus tard comme « une musique agréable sans présomption ».

### Maladie et mort

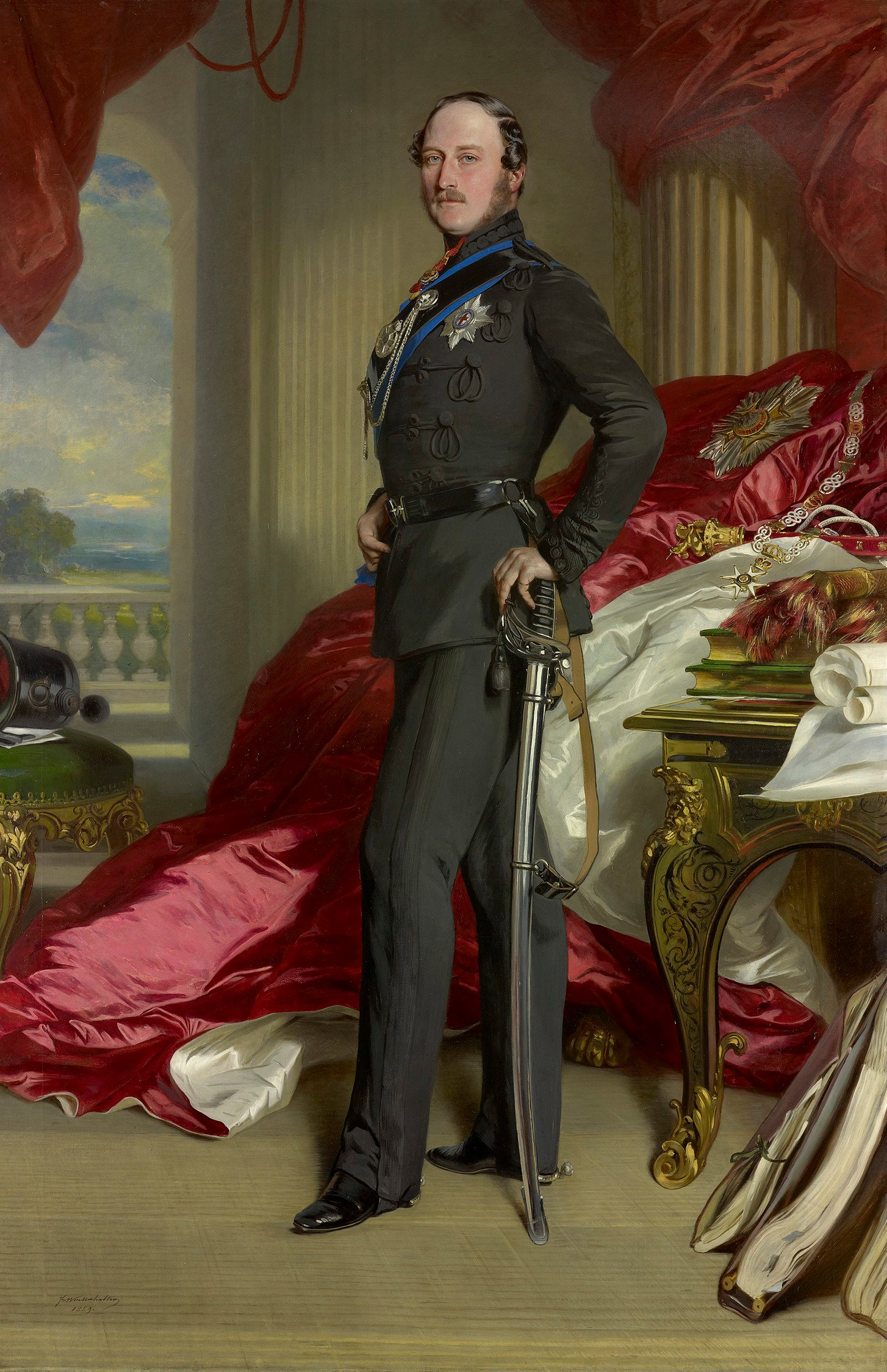
Portrait du prince Albert par Franz Xaver Winterhalter en 1859.

En août 1859, le prince tombe gravement malade en raison de crampes à l'estomac. Son état de santé qui ne cesse de s'aggraver le désespère : le biographe Robert Rhodes James le décrit comme ayant perdu « la volonté de vivre ». En octobre 1860, lors d'un voyage à Cobourg, Albert frôle accidentellement la mort alors qu'il conduit seul une calèche tirée par quatre chevaux qui se sont soudainement emballés. Comme les chevaux galopent en direction d'un wagon qui attend à un passage à niveau, Albert saute de calèche pour sauver sa vie. L'un des chevaux est tué dans la collision et Albert est gravement secoué, même si ses blessures physiques ne sont que des coupures et contusions. Il confie à son frère et à sa fille aînée qu'il sent son heure venue.
La mère de Victoria et tante d'Albert, la duchesse de Kent, meurt en mars 1861 et Victoria est bouleversée par le deuil. Albert assume alors la plupart des fonctions de la reine, malgré ses problèmes chroniques d'estomac persistants. Il n'a plus l'énergie dont il a si souvent fait preuve, ses forces physiques ont diminué et son caractère s'est assombri,,. Le dernier événement public qu'il préside est l'ouverture des jardins horticoles royaux le 5 juin 1861. En août, Victoria et Albert visitent le camp de Curragh en Irlande, où le prince de Galles assiste à des manœuvres militaires. Là-bas, le prince de Galles est présenté par ses collègues officiers à Nellie Clifden, une actrice irlandaise.
En novembre, Victoria et Albert retournent à Windsor et le prince de Galles rentre à Cambridge, où il est étudiant. Deux jeunes cousins d'Albert, le roi Pierre V de Portugal et son frère le prince Ferdinand, meurent à cinq jours d'écart de la fièvre typhoïde le même mois. En plus de ces deuils qui le dépriment profondément, Albert est informé que des rumeurs se répandent dans les gentlemen's clubs et dans la presse étrangère selon lesquelles le prince de Galles aurait une relation amoureuse avec Nellie Clifden,,. Albert et Victoria sont horrifiés par l'indiscrétion de leur fils et craignent un chantage, un scandale ou une grossesse. Le 22 novembre, le prince se rend à Sandhurst afin d'y effectuer une inspections des nouvelles installations militaires, remplissant sa mission sous une pluie continue et glaciale. Lorsqu'il revient à Windsor, à la fin de la journée, il est harassé et faible. Le lendemain pourtant, il se rend à la chasse. Albert, malade et au plus bas, se rend à Cambridge pour voir le prince de Galles le 25 novembre et discuter de l'affaire indiscrète,,. Au cours de ses dernières semaines, Albert souffre de douleurs au dos et aux jambes, mais continue à vaquer à ses occupations,.

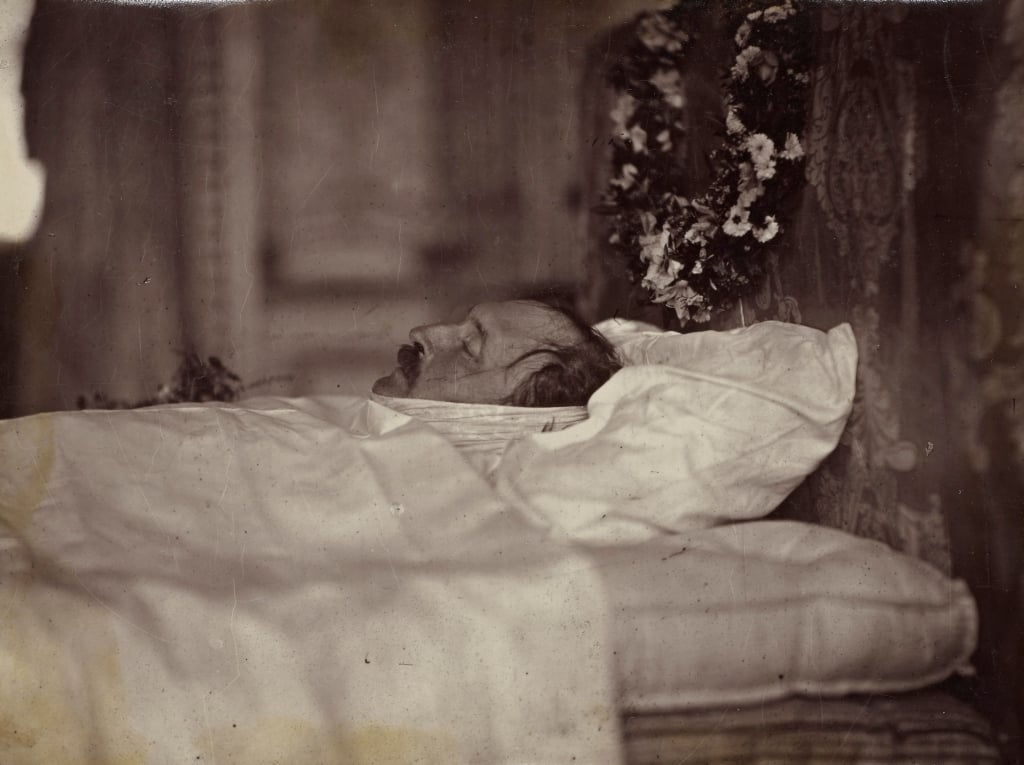
Le prince Albert dans sa chambre mortuaire en décembre 1861.

Également en novembre 1861, l'affaire du Trent, le retrait forcé par les représentants confédérés d'un navire britannique, le RMS Trent, arraisonné par les forces de l'Union lors de la guerre de Sécession, représente une menace de guerre entre les États-Unis et la Grande-Bretagne. Le gouvernement britannique prépare un ultimatum et une réponse militaire. Albert est gravement malade mais intervient pour désamorcer la crise,,. En quelques heures, il révise les demandes britanniques de manière à permettre à l'administration Lincoln de rendre les commissaires confédérés qui avaient été saisis sur le Trent et de présenter des excuses publiques à Londres sans perdre la face. L'idée-clé, basée sur une suggestion du Times, est de donner à Washington la possibilité de nier avoir officiellement autorisé la saisie et ainsi de s'excuser pour l'erreur du capitaine.
Le 9 décembre, un des médecins d'Albert, William Jenner, lui diagnostique une fièvre typhoïde. Il meurt à 22 h 50, le 14 décembre 1861 dans la chambre bleue du château de Windsor, en présence de la reine et de cinq de leurs neuf enfants. Il est âgé de 42 ans,,. Le diagnostic de l'époque est la fièvre typhoïde, mais les auteurs modernes soulignent que les douleurs persistantes à l'estomac durant les deux années précédant sa mort pourraient indiquer qu'une maladie chronique, telle la maladie de Crohn, une insuffisance rénale ou un cancer de l'estomac, en serait la cause.

## Postérité

### Funérailles

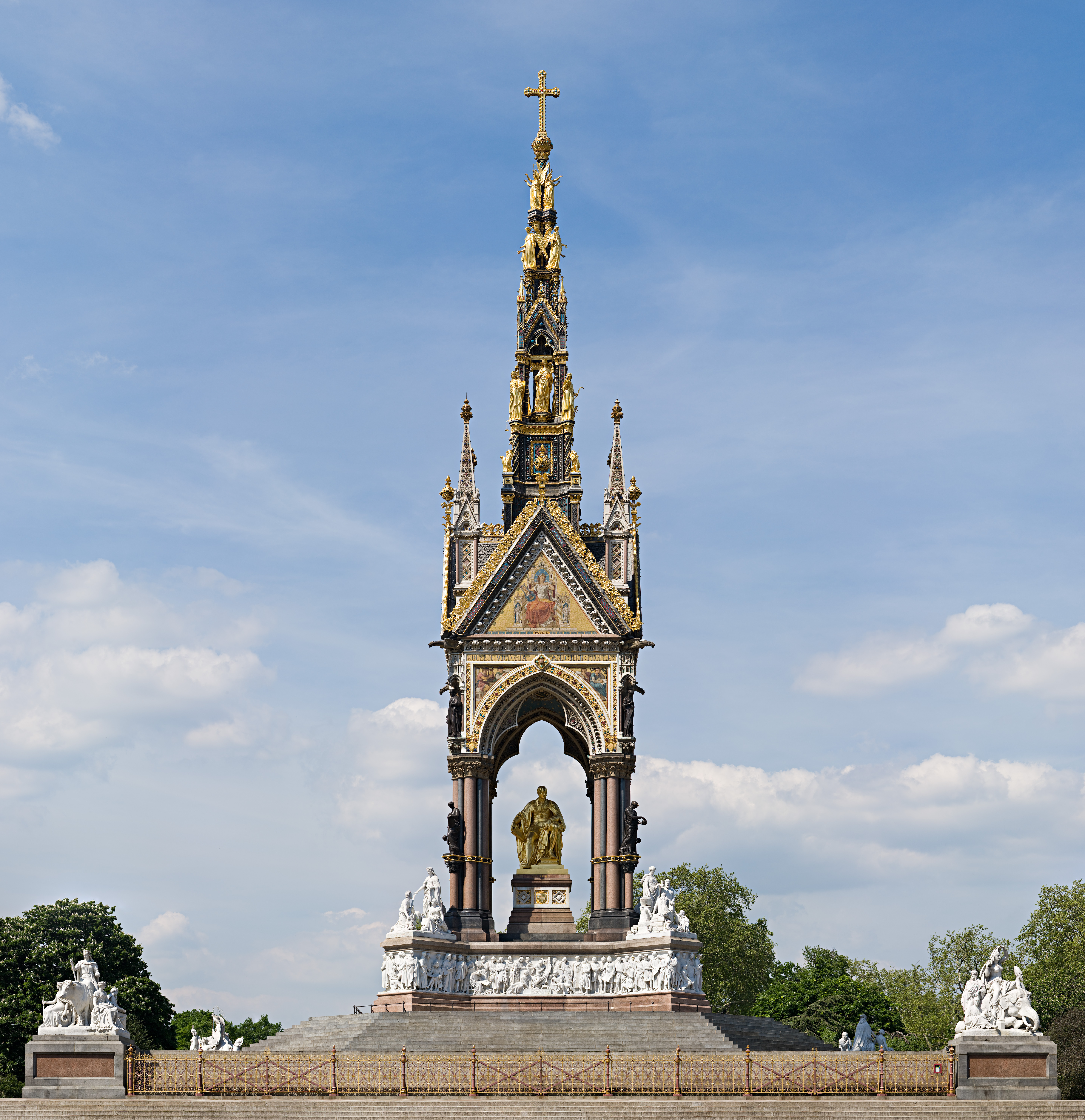
L'Albert Memorial au Hyde Park à Londres.

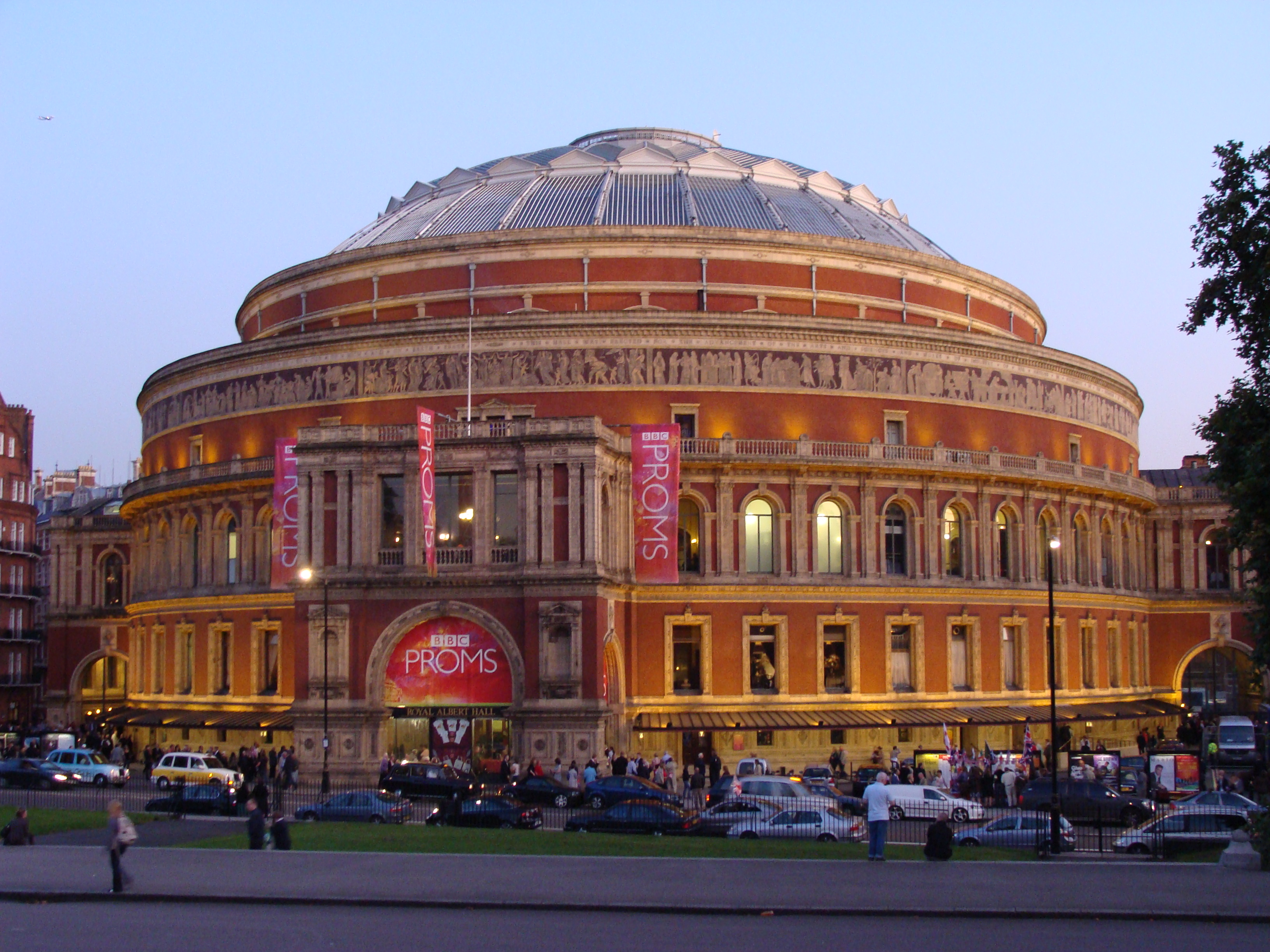
Le Royal Albert Hall à Londres.

Les funérailles d'Albert se tiennent le 23 décembre 1861 à la chapelle Saint-Georges au château de Windsor. Son corps est temporairement entreposé dans le caveau royal de la chapelle,,. Un an après sa mort, ses restes sont transférés au mausolée royal de Frogmore, qui n'est terminé qu'en 1871,. Le sarcophage, dans lequel lui et la reine sont finalement déposés, est sculpté dans le plus grand bloc de granit jamais extrait au Royaume-Uni. Malgré son souhait qu'aucune effigie de lui ne soit érigée, de nombreux monuments publics en l'honneur d'Albert sont construits dans tout le pays et dans tout l'Empire britannique. Les plus remarquables sont le Royal Albert Hall et l'Albert Memorial à Londres. La pléthore de monuments commémoratifs érigés en l'honneur d'Albert devient si grande que Charles Dickens déclare à un ami qu'il cherche certainement « une grotte inaccessible » pour s'en échapper,.

### Influence
Le chagrin de la reine est accablant et les sentiments mitigés du peuple envers Albert sont remplacés par de la sympathie,,. La veuve Victoria ne se remet jamais de la mort d'Albert : elle entre dans un profond état de deuil et porte le noir pour le reste de sa vie. Les chambres d'Albert dans toutes ses maisons sont conservées telles qu'elles étaient, l'eau chaude étant même apportée chaque matin et les draps et serviettes étant changés quotidiennement. De telles pratiques sont communes dans les très riches maisonnées. Victoria se retire de la vie publique et son isolement érode une partie du travail d'Albert qui tentait de remodeler la monarchie en institution nationale en donnant l'exemple moral, sinon politique. On attribue souvent à Albert l'introduction du principe selon lequel la famille royale britannique doit rester au-dessus de la politique,. Avant son mariage, il était partisan des Whigs. Au début de son règne, Victoria a réussi à contrecarrer la formation d'un gouvernement conservateur par Sir Robert Peel en refusant d'accepter les substitutions qu'il voulait parmi ses dames d'honneur,. 
Selon le duc de Brabant, fils aîné du roi Léopold, dépêché auprès de la reine Victoria, « la mort d'Albert est une calamité ». Quelques jours plus tard, le roi des Belges écrit : « Je souffre énormément de cette catastrophe, et Albert est pour moi une grande perte […], personne ne peut le remplacer. » Deux jours après la mort du prince, la presse européenne, et notamment belge, publie des articles élogieux au sujet du défunt : « Quoique placé dans une position plus effacée, mais non moins difficile que celle d'un souverain régnant, surtout vis-à-vis d'un peuple fier, ombrageux, rétif à toute influence étrangère, le prince Albert […], avait réussi à exercer dans les conseils de la Grande-Bretagne, avec autant de dignité que de prudence, une autorité des plus légitimes ». 
Dans sa biographie consacrée à la reine Victoria, en 1978, l'historienne française Anka Muhlstein écrit que le prince Albert « n'était que le consort, et un consort qui ne fut jamais le favori des foules, mais pour le cercle plus restreint des hommes politiques, il tenait une place considérable dans le mécanisme de l'État […]. Albert se considérait donc une sorte de Premier ministre indélogeable et les ministres lui enviaient précisément ce suprême avantage de la permanence ».

### Lieux, objets et mythes
Les lieux et les objets nommés d'après Albert vont du lac Albert entre l'Ouganda et la république démocratique du Congo, à la ville de Prince Albert au Saskatchewan, en passant par la médaille Albert, remise par la Royal Society of Arts. Quatre régiments de l'armée britannique sont nommés d'après lui : le 11e régiment de hussards, le Somerset Light Infantry, la Leicestershire Yeomanry et la brigade des fusiliers. Victoria et Albert ont montré un vif intérêt dans l'établissement et le développement d'Aldershot au Hampshire, en tant que ville de garnison dans les années 1850. Ils y font construire un pavillon royal en bois dans lequel ils séjournent souvent lorsqu'ils assistent aux revues militaires. Albert a également créé et doté la bibliothèque du Prince Consort à Aldershot, qui existe toujours.
Les biographies publiées après sa mort sont généralement riches en éloges. Le chef-d'œuvre en cinq volumes de Theodore Martin est autorisé et supervisé par la reine Victoria, et son influence se reflète dans ses pages. Il s'agit néanmoins d'un compte rendu précis et exhaustif. L'ouvrage Queen Victoria de Lytton Strachey, publié en 1921, est plus critique, mais est discrédité en partie par des biographes du milieu du XXe siècle tels qu'Hector Bolitho et Roger Fulford, qui, contrairement à Strachey, a eu accès au journal et à la correspondance de Victoria.
Les mythes populaires sur le prince Albert, comme l'affirmation selon laquelle il aurait introduit les arbres de Noël au Royaume-Uni, sont réfutés par les chercheurs. Des biographes récents tels que Stanley Weintraub décrivent Albert comme un personnage d'une romance tragique décédé trop tôt et pleuré par son amante toute sa vie.
Le black velvet, un cocktail de bière stout et de champagne aurait été inventé au lendemain de sa mort en signe de deuil. Selon une légende urbaine popularisée dans les années 1960, le piercing génital « prince-Albert » tiendrait son nom du mari de la reine Victoria, qui en aurait arboré un, mais cela n'est pas du tout avéré.

### Au cinéma

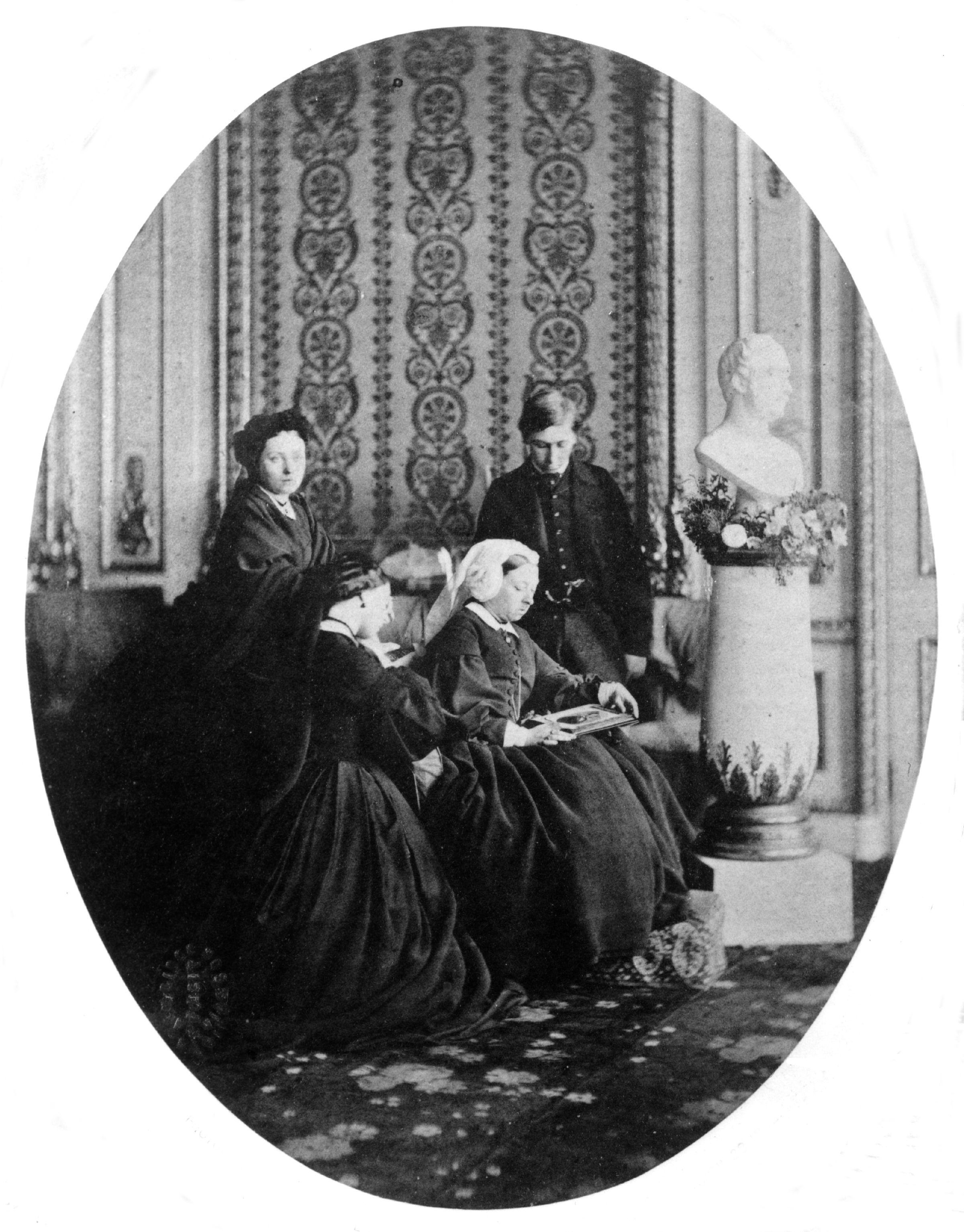
La reine Victoria posant aux côtés d'un buste du prince Albert, mort quelques mois plus tôt (1862, photographie de William Bambridge).

Plusieurs films mettent en scène la figure du prince Albert :
- 1933 : La Guerre des valses de Ludwig Berger, interprété par François Rozet ;
- 1933 : Walzerkrieg de Ludwig Berger, interprété par Heinz von Cleve ;
- 1936 : Sa Majesté se marie de Erich Engel, interprété par Friedrich Benfer ;
- 1949 : Alice au pays des merveilles de Louis Bunin, Dallas Bower et Marc Maurette, interprété par David Reed ;
- 1954 : Les Jeunes Années d'une reine de Ernst Marischka, interprété par Adrian Hoven ;
- 2009 : Victoria : Les Jeunes Années d'une reine de Jean-Marc Vallée, interprété par Rupert Friend.

Le film La Dame de Windsor (1997), réalisé par John Madden, fait état du deuil de la reine Victoria (Judi Dench) dans les années 1860 et rend la personnalité d'Albert omniprésente, à travers les réactions éplorées de la souveraine, qui feint d'ignorer la mort de son mari à travers certains rites, l'assombrissement du train de vie royal, et les multiples représentations du prince défunt, tels les bustes recouverts de voiles noirs. 
Dans le film de 2009, Victoria : Les Jeunes Années d'une reine, Albert, interprété par Rupert Friend, est transformé en personnage héroïque. Dans la représentation qui y est faite de la fusillade de 1840, il est touché par une balle, ce qui ne s'est pas produit dans la réalité,.

### À la télévision
Le personnage du prince Albert apparaît dans plusieurs séries et téléfilms :
- 1974 : La Chute des aigles de John Elliot, interprété par Frank Thornton ;
- 1975 : Edward the King de John Gorrie, interprété par Robert Hardy ;
- 2001 : Victoria and Albert de John Erman, interprété par Jonathan Firth ;
- 2016 : Victoria de Daisy Goodwin, interprété par Tom Hughes.

## Titulature et héraldique

### Titulature et prédicat
Le prince Albert est à sa naissance, en 1819, un prince allemand membre de la maison de Saxe-Cobourg-Saalfeld qui devient en 1826 Saxe-Cobourg-Gotha lorsque son père, Ernest Ier de Saxe-Cobourg et Gotha, prend la tête du duché du même nom. Au Royaume-Uni, Albert obtient le prédicat et le titre de « Son Altesse Sérénissime le prince Albert de Saxe-Cobourg-Gotha » pendant les mois précédant son mariage. Il reçoit le prédicat d'altesse royale le 6 février 1840, puis, en raison de l'aide qu'il dispense à Victoria au cours de son règne, il obtient par lettres patentes le titre de prince consort le 25 juin 1857,.
- 26 août 1819  –  6 février 1840 Son Altesse Sérénissime Prince prince Albert de Saxe-Cobourg-Gotha, duc de Saxony.
- 6 février 1840  –  25 juin 1857 Son Altesse Royale prince Albert de Saxe-Cobourg-Gotha, duc de Saxony.
- 25 juin 1857  –  14 décembre 1861 Son Altesse Royale le prince consort.

### Héraldique

Armoiries du prince Albert en tant que prince consort.

Lors de son mariage avec la reine Victoria en 1840, le prince Albert reçoit des armoiries personnelles, consistant aux armoiries royales du Royaume-Uni, brisées d'un lambel blanc à trois points avec une croix rouge au centre, écartelée de ses armoiries ancestrales de Saxe,. Elles sont blasonnées : « Écartelé : I et IV contre-écartelé, 1 et 4 de gueules à trois léopards d'or armés et lampassés d'azur (d'Angleterre) ; 2 d'or, au lion de gueules, au double trescheur fleuronné et contre-fleuronné du même (d'Écosse) ; 3 d'azur, à la harpe d'or, cordée d'argent (d'Irlande) ; au lambel à trois pendants d'argent brochant, celui en coeur chargé d'une croix de gueules (dite de Saint Georges ; II et III burelés de dix pièces de sable et d'or au crancelin de sinople, brochant en bande sur le tout (de Saxe) ». Les armoiries sont inhabituelles, décrites par S. T. Aveling comme un « exemple singulier d'armoiries brisées, [qui] n'est pas conforme aux règles de l'héraldique et est en soi une contradiction héraldique ». Avant son mariage, Albert utilise les armoiries de son père, non brisées, conformément aux traditions germaniques.
La plaque de stalle d'Albert affiche ses armoiries surmontées d'une couronne royale à six écussons pour la maison de Saxe-Cobourg-Gotha. De gauche à droite ce sont « Une tête de taureau cabosse de gueules armée et annelée d'argent, couronnée d'or, contre-palée de gueules et d'argent » pour La Marck, « En une couronne d'or, deux cornes de buffle d'argent, attachées au bord extérieur de cinq branches fessées chacune de trois feuille de tilleul sinople » pour Thuringe, « En une couronne d'or, un chapeau pyramidal chargé aux armes de Saxe, surmonté par un panache de plumes de paon au naturel également en une couronne or » pour la Saxe, « Un homme barbu de profil coupé sous les épaules vêtu palé d'argent et de gueules, la couronne pointue pareillement palée se terminant en un panache de trois plumes de paon » pour Meissen, « Un demi-griffon déployé d'or, ailé de sable, colleté et lampassé de gueules », pour Juliers et « En une couronne d'or, un panache de plumes de paon au naturel » pour Berg. Les deux supports du blason sont le lien couronné d'Angleterre et la licorne d'Écosse, chargés sur l'épaule d'un lambel comme dans les armoiries. La devise personnelle d'Albert, également utilisée par le 11e régiment de hussards, est l'allemand Treu und Fest, Loyal et Sûr.

## Décorations

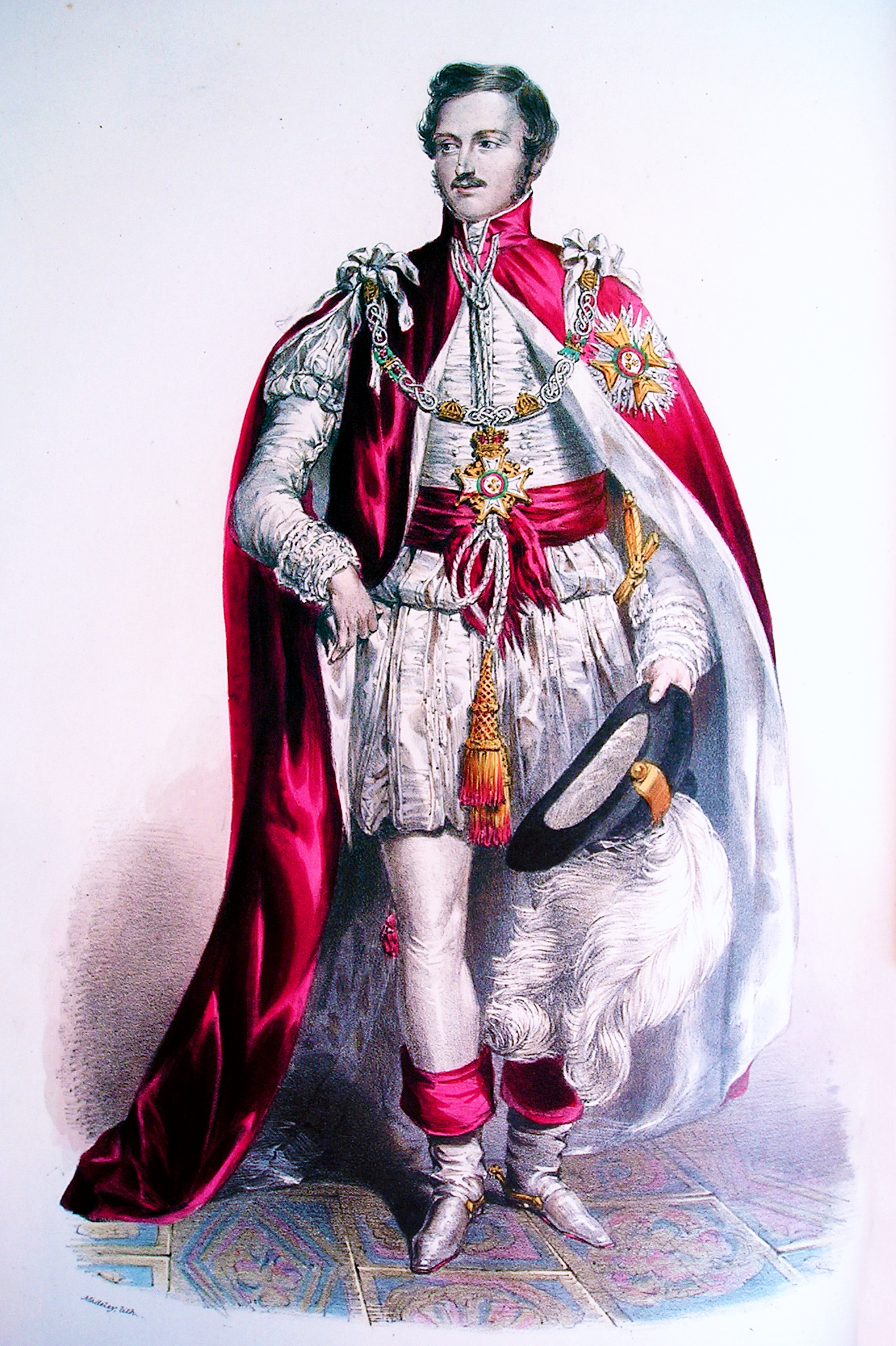
Albert vêtu comme un chevalier Grand-croix de l'ordre du Bain, en 1842.

### Honneurs britanniques
- 1839 :  Chevalier de l'ordre de la Jarretière ;
- 1840 :  Chevalier de l'ordre du Bain ; grand-croix en mai 1847 ;
- 1842 :  Chevalier de l'ordre de Saint-Michel et Saint-Georges ;
- 1842 :  Chevalier extraordinaire de l'ordre du Chardon (Écosse) ;
- 1842 :  Chevalier extraordinaire et principal de l'ordre de Saint-Patrick (Irlande) ;
- 1861 :  Chevalier extraordinaire de l'ordre de l'Étoile d'Inde (Inde).

### Grades militaires
- 1840 : Field marshal de la British Army ;
- 1840 : Colonel en chef du 11e régiment de hussards ;
- 1842 : Colonel des Scots Guards ;
- 1843 : Capitaine général et colonel de l'Honourable Artillery Company ;
- 1843 : Connétable et gouverneur du château de Windsor ;
- 1850 : Colonel en chef du King's Royal Rifle Corps ;
- 1852 : Colonel des Grenadier Guards ;
- 1852 : Colonel en chef de la brigade des fusiliers britannique.

### Honneurs étrangers
- Empire d'Autriche :
  - 1843 :  Chevalier Grand-croix de l'Ordre de Saint-Étienne de Hongrie.
- Grand-duché de Bade :
  - 1845 :  Chevalier de l'ordre de la Fidélité ;
  - 1845 :  Chevalier Grand-croix de l'ordre du Lion de Zaeringen.
- Royaume de Bavière :
  - 1845 :  Chevalier de l'ordre de Saint-Hubert.
- Belgique :
  - 1839 :  Grand cordon de l'ordre de Léopold.
- Danemark :
  - 1843 :  Chevalier de l'ordre de l'Éléphant.
- Royaume des Deux-Siciles :
  - 1846 :  Chevalier Grand-croix de l'ordre de Saint-Ferdinand et du mérite.
- Royaume d'Espagne :
  - 1841 :  Chevalier de l'ordre de la Toison d'or.
- France :
  - 1843 :  Chevalier Grand-croix de l'ordre national de la Légion d'honneur.
- Royaume de Hanovre :
  - 1853 :  Chevalier de l'ordre de Saint-Georges ;
  - 1853 :  Chevalier Grand-croix de l'ordre royal des Guelfes.
- Malte :
  - 1854 :  Chevalier d'honneur et de dévotion de l'ordre souverain militaire et hospitalier de Saint-Jean de Jérusalem, de Rhodes et de Malte.
- Empire ottoman :
  - 1856 :  Chevalier de 1re classe de l'ordre du Médjidié.
- Pays-Bas :
  - 1842 :  Chevalier Grand-croix de l'ordre du Lion.
- Royaume de Portugal :
  - 1836 :  Chevalier Grand-croix de l'ordre du Christ ;
  - 1857 :  Chevalier Grand-croix de l'ordre d'Aviz ;
  - 1858 :  Chevalier Grand-croix de l'ordre de la Tour et de l'Épée.
- Royaume de Prusse :
  - 1842 :  Chevalier de l'ordre de l'Aigle noir ;
  - 1842 :  Chevalier l'ordre de l'Aigle rouge.
- Empire russe :
  - 1843 :  Chevalier de l'ordre de Saint-André ;
  - 1843 :  Chevalier de l'ordre Saint-Alexandre Nevski ;
  - 1843 :  Chevalier de l'ordre de l'Aigle blanc ;
  - 1843 :   Chevalier de 1re classe de l'ordre de Sainte-Anne.
- Royaume de Sardaigne :
  - 1842 :   Chevalier de l'ordre suprême de la Très Sainte Annonciade.
- Royaume de Saxe :
  - 1836 :  Chevalier Grand-croix de l'ordre de la Maison ernestine ;
  - 1839 :  Chevalier de l'ordre de la Couronne de Saxe.
- Grand-duché de Saxe-Weimar-Eisenach :
  -  Chevalier Grand-croix de l'ordre du Faucon blanc.
- Suède-Norvège :
  - 1856 :  Chevalier de l'ordre des Séraphins.
- Royaume de Wurtemberg :
  - 1843 :  Chevalier Grand-croix de l'ordre de la Couronne de Wurtemberg.

## Famille

### Descendance
| Nom                                                               | Naissance        | Décès            | Mariage          | Conjoint                                                             |
| ----------------------------------------------------------------- | ---------------- | ---------------- | ---------------- | -------------------------------------------------------------------- |
| Princesse Victoria (Victoria Adelaide Mary Louise, dite Vicky)    | 21 novembre 1840 | 5 août 1901      | 25 janvier 1858  | Prince Frédéric de Prusse (futur empereur allemand et roi de Prusse) |
| Prince Albert Édouard (dit Bertie, roi sous le nom d'Édouard VII) | 9 novembre 1841  | 6 mai 1910       | 10 mars 1863     | Princesse Alexandra de Danemark                                      |
| Princesse Alice (Alice Maud Mary)                                 | 25 avril 1843    | 14 décembre 1878 | 1er juillet 1862 | Prince Louis de Hesse (futur grand-duc de Hesse et du Rhin)          |
| Prince Alfred (Alfred Ernest Albert, dit Affie)                   | 6 août 1844      | 30 juillet 1900  | 23 janvier 1874  | Grande-duchesse Maria Alexandrovna de Russie                         |
| Princesse Helena (Helena Augusta Victoria, dite Lenchen)          | 25 mai 1846      | 9 juin 1923      | 5 juillet 1866   | Prince Christian de Schleswig-Holstein                               |
| Princesse Louise (Louise Caroline Alberta)                        | 18 mars 1848     | 3 décembre 1939  | 21 mars 1871     | John Campbell, marquis de Lorne (futur neuvième duc d'Argyll)        |
| Prince Arthur (Arthur William Patrick Albert)                     | 1er mai 1850     | 16 janvier 1942  | 13 mars 1879     | Princesse Louise-Marguerite de Prusse                                |
| Prince Léopold (Leopold George Duncan Albert)                     | 7 avril 1853     | 28 mars 1884     | 27 avril 1882    | Princesse Hélène de Waldeck-Pyrmont                                  |
| Princesse Béatrice (Beatrice Mary Feodore Victoria)               | 14 avril 1857    | 26 octobre 1944  | 23 juillet 1885  | Prince Henri de Battenberg                                           |

Les quarante-deux petits-enfants du prince Albert comprennent quatre monarques : le roi George V du Royaume-Uni, l'empereur allemand Guillaume II, le grand-duc Ernest-Louis de Hesse et le duc Charles-Édouard de Saxe-Cobourg et Gotha ainsi que cinq consorts de monarques : la princesse Alexandra de Russie et les reines Maud de Norvège, Sophie de Grèce, Victoire-Eugénie d'Espagne et Marie de Roumanie.

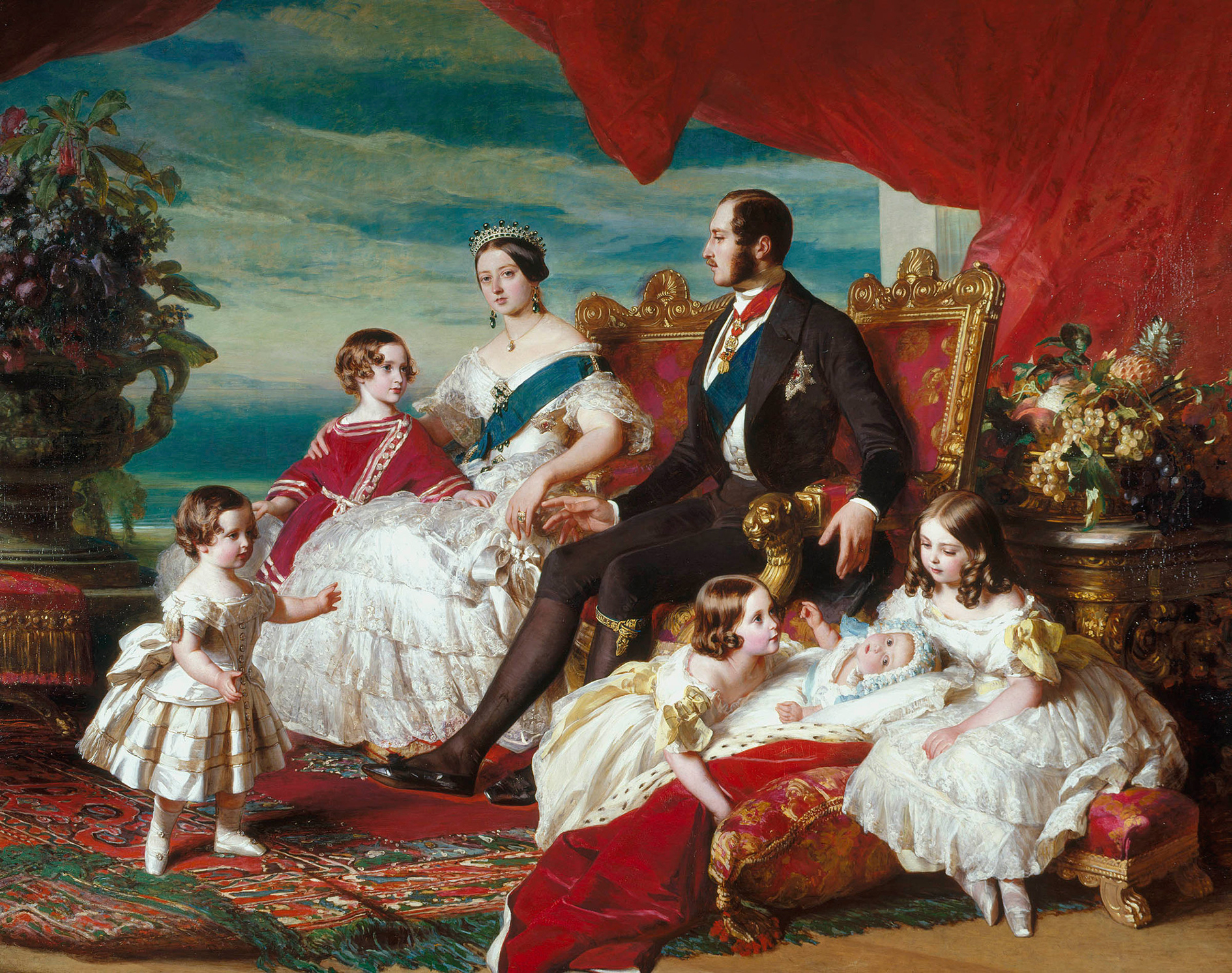
La famille de Victoria et Albert en 1846 par Franz Xaver Winterhalter. De gauche à droite : prince Alfred, le prince de Galles, la reine, le prince Albert et les princesses Alice, Helena et Victoria.

### Biographies du prince Albert
- (en) Winslow Ames, Prince Albert and Victorian Taste, Londres, Chapman and Hall, 1968 (ISBN 978-1125641705).
- (en) Roger Fulford, The Prince Consort, Londres, Macmillan Publishers, 1949 (ISBN 9780333040096, lire en ligne).
- (en) Hermione Hobhouse, Prince Albert: His Life and Work, Londres, Harmish Hamilton, 1983 (ISBN 978-0-241-11142-0, lire en ligne).
- (en) Kurt Jagow, The Letters of the Prince Consort, 1831-61, Londres, John Murray, 1938 (lire en ligne).
- (en) Theodore Martin, The Life of H. R. H. the Prince Consort, 1874-1880.
- (en) Robert Rhodes James, Albert, Prince Consort: A Biography, New York, Knopf, 1983 (ISBN 0-394-40763-6, lire en ligne).
- (en) Jules Stewart, Albert: A Life, Londres, I.B. Tauris, 2011 (ISBN 978-1-84885-977-7, OCLC 760284773, lire en ligne).
- (en) Stanley Weintraub, Albert: Uncrowned King, Londres, John Murray, 1997 (ISBN 978-0-7195-5756-9, lire en ligne).
- (en) Stanley Weintraub, « Albert [Prince Albert of Saxe-Coburg and Gotha] (1819–1861) », dans Oxford Dictionary of National Biography, Oxford University Press, màj 2012.

### Autres ouvrages consacrés à Albert
- (en) John Abecasis-Phillips, Prince Albert and the Church - Royal versus Papal Supermacy in the Hampden Controversy, John Davis, 2004 (ISBN 978-3-598-21422-6), p. 95-110.
- (en) Elizabeth Darby et Nicola Smith, The Cult of the Prince Consort, New Haven et Londres, Yale University Press, 1983 (ISBN 978-0-300-03015-0, lire en ligne).
- François Guizot, Le Prince Albert : Son Caractère, Ses Discours…, Michel Levy, 2013 (réimpr. Nabu Press) (1re éd. 1863), 254 p. (ISBN 978-1293120699).

### Biographies de la reine Victoria
- Hortense Dufour, Victoria : Reine et impératrice - 1819-1901, 2023, 640 p. (ISBN 9782268108193, lire en ligne).
- (en) Christopher Hibbert, Queen Victoria : A Personal History, Londres, HarperCollins, 2000 (ISBN 0-00-638843-4).
- (en) Elizabeth Longford, Queen Victoria, Londres, Weidenfeld and Nicholson, 1964 (ISBN 9780349123516).
- (en) Dorothy Marshall, The Life and Times of Queen Victoria, Londres, Weidenfeld & Nicolson, 1972 (réimpr. 1992), 224 p. (ISBN 0-297-83166-6).
- Anka Muhlstein, Victoria, Paris, Gallimard, 1978, 202 p. (ISBN 978-2-07023-583-4).
- (en) Giles St Aubyn, Queen Victoria: A Portrait, Madison, Atheneum, 1991 (ISBN 9780689121418).
- (en) Cecil Woodham-Smith, Queen Victoria: From Her Birth to the Death of Prince Consort, Knopf, 1972 (ISBN 978-0394482453).

### Ouvrages généalogiques et héraldiques
- (en) S. T. Aveling et Charles Boutell, Heraldry, Ancient and Modern: Including Boutell's Heraldry, Londres et New York, Frederick Warne & Co., 1890 (ISBN 978-1375632836, lire en ligne).
- Michel Huberty et Alain Giraud, L'Allemagne dynastique : Hesse - Reuss - Saxe, t. I, Le Perreux-sur-Marne, 1976, 597 p. (ISBN 2-901138-01-2), p. 484.
- (en) Jiří Louda et Michael Maclagan, Lines of Succession: Heraldry of the Royal Families of Europe, Londres, Brown Little, 1999 (ISBN 978-0-316-84820-6).
- (en) Hugh Montgomery-Massingberd, Burke's Royal Families of the World, Londres, Burke's Peerage, 1977 (ISBN 978-0-85011-023-4).
- (en) John Harvey Pinches et Rosemary Pinches, Heraldry Today: The Royal Heraldry of England, Slough, Hollen Street Press, 1974 (ISBN 978-0-900455-25-4).
- (en) Alison Weir, Britain's Royal Families: The Complete Genealogy, Londres, Random House, 1996 (ISBN 978-0-7126-7448-5).

### Autres ouvrages
- (en) Neil Armstrong, England and German Christmas Festlichkeit, c. 1800-1914, vol. 26, coll. « German History », 2008 (DOI 10.1093/gerhis/ghn047), chap. 4, p. 486-503.
- (en) Lionel Cust, The Royal Collection of Pictures, vol. 22, coll. « New Series of The Cornhill Magazine », 1907, p. 162-170.
- Olivier Defrance, Léopold Ier et le clan Cobourg, Bruxelles, Racine, 2004, 370 p. (ISBN 978-2-87386-335-7).
- (en) Jeffrey Finestone, The Last Courts of Europe, Londres, The Vendome Press, 1981 (ISBN 978-0-86565-015-2).
- (en) James Murphy, Abject Loyalty: Nationalism and Monarchy in Ireland During the Reign of Queen Victoria, Washington, D.C., Catholic University of America Press, 2001 (ISBN 978-0-8132-1076-6).
- (en) Maureen Waller, Sovereign Ladies : The Six Reigning Queens of England, Londres, John Murray, 2006, 554 p. (ISBN 0-7195-6628-2).